# Ejército Zapatista de Liberación Nacional
El Ejército Zapatista de Liberación Nacional (EZLN) es una organización mexicana que, en enero de 1994 y hasta 2006, fue principalmente militar, trasformándose con posterioridad en un movimiento político. Su inspiración política conjuga el zapatismo, el marxismo y el socialismo libertario, y su estructura militar es la de una guerrilla. Su objetivo es, según el subcomandante Marcos: «¿La toma del poder? No, apenas algo más difícil: un mundo nuevo»; y en la Declaración de la Selva Lacandona se estableció:

[…] este plan del pueblo mexicano que lucha por trabajo, tierra, techo, alimentación, salud, educación, independencia, libertad, democracia, justicia y paz. Declaramos que no dejaremos de pelear hasta lograr el cumplimiento de estas demandas básicas de nuestro pueblo formando un gobierno de nuestro país libre y democrático.
Primera Declaración de la Selva Lacandona, 1993

Salió a la luz pública en el estado mexicano de Chiapas el 1 de enero de 1994, cuando un grupo de indígenas armados intentaron ocupar siete cabeceras municipales el mismo día que entraba en vigor el Tratado de Libre Comercio de América del Norte (TLCAN en español, NAFTA en inglés) (firmado por Canadá, Estados Unidos y México durante el gobierno de Carlos Salinas de Gortari), cuestionando al sistema político mexicano sobre sus promesas de modernidad. Su objetivo era el derrocamiento del presidente elegido y el establecimiento de una democracia participativa. La ideología del EZLN se ha caracterizado como socialista libertario, anarquista o marxista, con raíces en la teología de la liberación, aunque los zapatistas han rechazado esta clasificación política. El EZLN se alinea con el movimiento social antiglobalizador y antineoliberal, que busca el control indígena sobre los recursos locales, especialmente la tierra. Desde que su levantamiento de 1994 fue repelido por las Fuerzas Armadas Mexicanas, el EZLN se ha abstenido de realizar ofensivas militares y ha adoptado una nueva estrategia que busca obtener apoyo mexicano e internacional.
Tras la represión militar recibida, se emprendió una actividad política. Su mando recibió el nombre de Comité Clandestino Revolucionario Indígena-Comandancia General (CCRI-CG) del EZLN.

## Organización
El Comité Clandestino Revolucionario Indígena-Comandancia General del Ejército Zapatista de Liberación Nacional, abreviado CCRI es el conjunto de mando del Ejército Zapatista de Liberación Nacional (EZLN). Su nombre se deriva de su composición, mayoritariamente indígena. Este liderazgo colectivo del EZLN se compone de 23 comandantes (prácticamente todos indígenas chiapanecos) y un subcomandante (subcomandante Galeano, que actúa básicamente como un portavoz). Esta es una de las características únicas del Comité Clandestino Revolucionario Indígena.

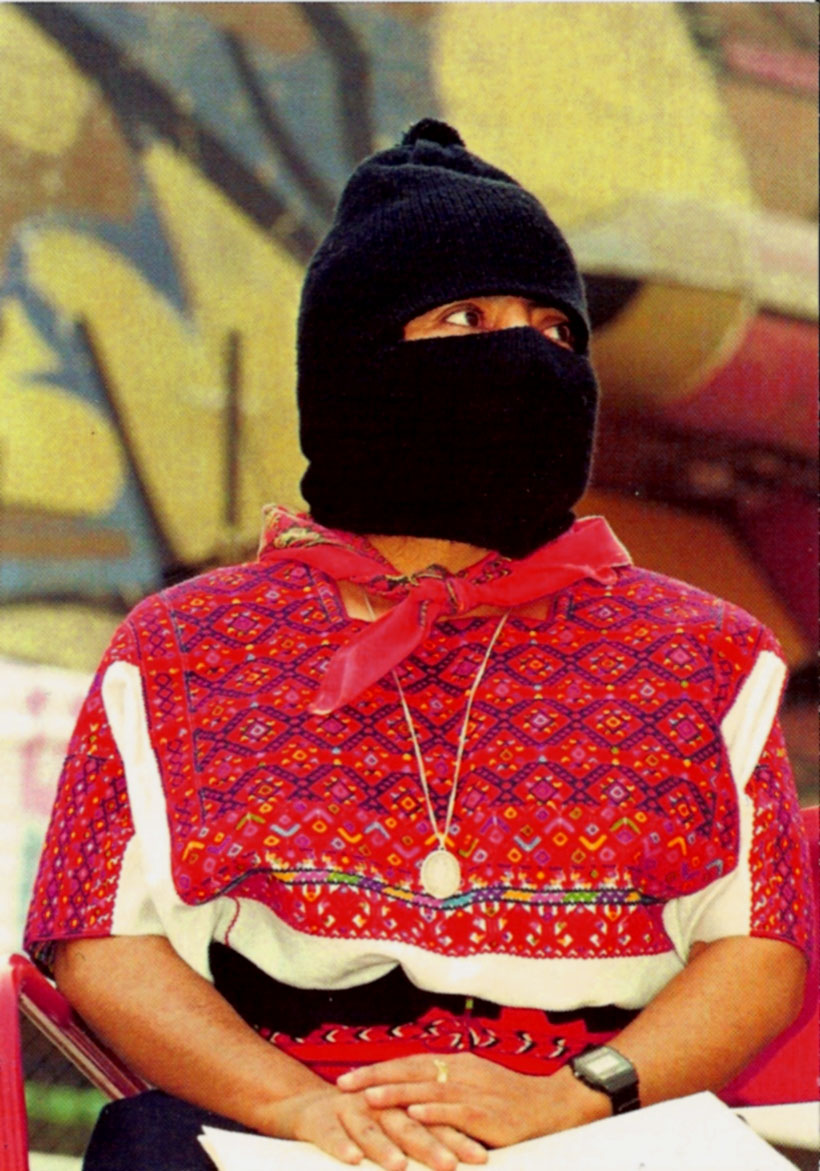
Comandanta Ramona

A la mayoría de los comandantes del CCRI solo se les conoce por sus nombres de guerra: Comandante Brunel, Comandante Abraham, Comandante Alejandro, Comandante Bulmaro, Comandante Daniel, Comandante David, Comandante Eduardo, Comandanta Esther, Comandanta Fidelia, Comandante Filemón, Comandante Gustavo, Comandante Isaías, Comandante Ismael, Comandante Javier, Comandante Maxo, Comandante Míster, Comandante Moisés (†), Comandante Omar, Comandanta Ramona (†), Comandante Sergio, Comandanta Susana, Comandante Tacho, Comandanta Yolanda, Comandante Zebedeo.[cita requerida]

## Historia

### Antecedentes
La región de Chiapas ha sido escenario de una sucesión de levantamientos, entre ellos la Guerra de Castas o Rebelión de Chamula y la "Guerra del Pajarito" (1911).
El EZLN surgió durante el gobierno del Partido Revolucionario Institucional (PRI), que hasta 1994 llevaba en el poder más de sesenta años, en un sistema de partido de Estado en México. La situación dio paso a que muchos jóvenes consideraran los canales legales de participación política cerrados y apostaran por la formación de organizaciones armadas clandestinas para buscar el derrocamiento de un régimen que desde su punto de vista era autoritario, y mejorar así las condiciones de vida de la población.[cita requerida]
De una de estas organizaciones, las Fuerzas de Liberación Nacional (FLN), surgió el Ejército Zapatista de Liberación Nacional (EZLN). Las FLN se fundaron el 6 de agosto de 1969 en el norte del país (Monterrey, Nuevo León) y, a decir del general Mario Arturo Acosta Chaparro, en su informe Movimientos subversivos en México, «tenían establecidas sus zonas de operaciones en los estados de Veracruz, Puebla, Tabasco, Nuevo León y Chiapas».
En febrero de 1974 se suscitó en San Miguel Nepantla, estado de México, un enfrentamiento entre una unidad del Ejército federal, al mando del entonces teniente coronel Mario Arturo Acosta Chaparro, e integrantes de las FLN. Algunos perdieron la vida a raíz del combate, como Carmen Ponce y Dení Prieto, y otros serían arrestados, como María Gloria Benavides Guevara Elorriaga, quien denunció haber sido torturada.
Como consecuencia de este enfrentamiento, la FLN perdió su capacidad operativa. En la década de 1970, gracias a los esfuerzos de la diócesis de San Cristóbal de Las Casas, la mayoría de las comunidades indígenas de la selva Lacandona ya eran políticamente activas y tenían práctica en el trato con agencias gubernamentales y funcionarios locales. En 1974, una conferencia indígena reunió a pueblos indígenas de Chiapas para discutir sus condiciones. Promovido y organizado por la Iglesia católica, este evento contribuyó a fomentar una identidad política indígena en la región. En la década de 1980, se unieron a la Asociación Rural de Interés Colectivo - Unión de Uniones (ARIC-UU). Sin embargo, las disputas estratégicas en Chiapas llevaron a que el EZLN absorbiera a más de la mitad de los miembros de la ARIC-UU a principios de la década de 1990.
A principios de la década de los ochenta, algunos de sus militantes decidieron la fundación del Ejército Zapatista de Liberación Nacional.Así, el 17 de noviembre de 1983, un grupo de personas, entre los que se encontraban indígenas y mestizos, declararon formalmente constituida la formación de un ejército regular que el 1 de enero de 1994 salió a la luz pública declarando la guerra al Gobierno mexicano.

## Causas del primer levantamiento oficial del EZLN
La principal problemática que impulsó la creación del EZLN y posteriormente la toma de San Cristóbal de las Casas y ciudades próximas, fue las injusticias y desigualdades que estaban recibiendo los habitantes originarios y pertenecientes a grupos mayas de la zona. Los zapatistas están conformados por pueblos tseltal, tsotsil, chol y tojolabal en específico. Estos demandaban la retribución agrial y el cumplimiento de sus Derechos Humanos fundamentales, como la educación, alimentación, salud, entre otros.
En el mismo centro histórico de San Cristóbal de las Casas, existía una fuerte separación de los espacios públicos a los que se les permitía acceder o utilizar a las personas pertenecientes a comunidades indígenas y a turistas y personas mestizas (ladino) e hispanizadas. De igual forma, los Derechos Humanos de las comunidades indígenas no eran sólo transgredidos en el ámbito de tránsito cotidiano, también se veía presente en los espacios permitidos para la vendimia, en los cuales se les exigía una baja de precios e incluso llegaba a extremos de violencia física hacia los vendedores indígenas.
El punto más grande de contención y de petición hacia el gobierno, era la devolución del patrimonio territorial que les fue arrebatado a las comunidades indígenas. Estos mismos territorios después fueron transformados en pueblos turísticos con intención de incentivar la inversión económica para aumentar el atractivo extranjero. Los otros territorios que fueron arrebatados de las comunidades fueron utilizados para agricultura y ganadería, dentro de los cuales los mismos dueños previos, fueron contratados para la mano de obra, recibiendo salarios mínimos a la par de un trato degradante y deshumanizante.

## Principios básicos
Las acciones del EZLN se articulan sobre la base de tres planteamientos mínimos:
- La defensa de derechos colectivos e individuales que han sido negados históricamente a los pueblos indígenas mexicanos.
- La construcción de un nuevo modelo de nación que incluya a la democracia, la libertad y la justicia como principios fundamentales de una nueva forma de hacer política.
- El tejido de una red de resistencias y rebeldías altermundistas en nombre de la humanidad y en contra del neoliberalismo.[27]

## Comunicaciones

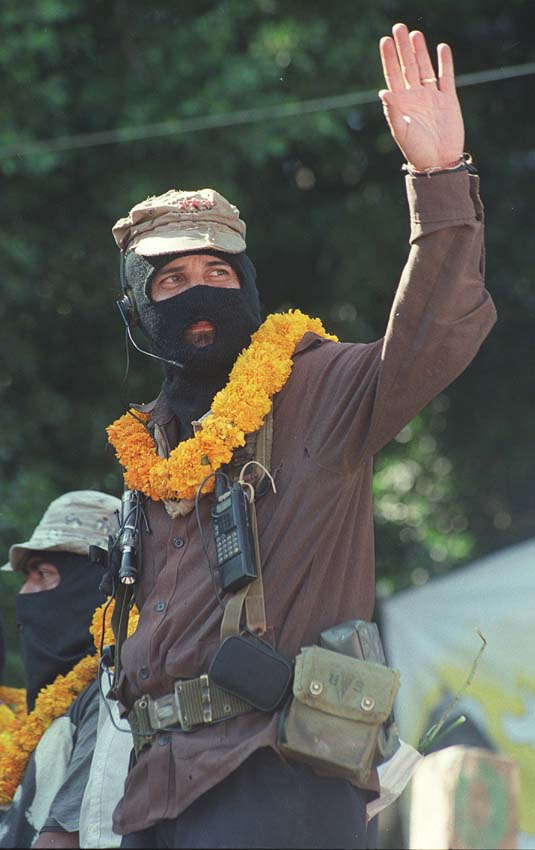
El subcomandante Marcos (desde el 2014, subcomandante Galeano) usando un auricular, durante la Marcha del Color de la Tierra, en el 2001

Desde el principio, el EZLN ha hecho de la comunicación con el resto de México y el mundo una alta prioridad: ha utilizado la tecnología, incluyendo teléfonos celulares y, por consiguiente, comunicaciones por satélite y la internet, para generar solidaridad internacional entre personas y organizaciones simpatizantes.

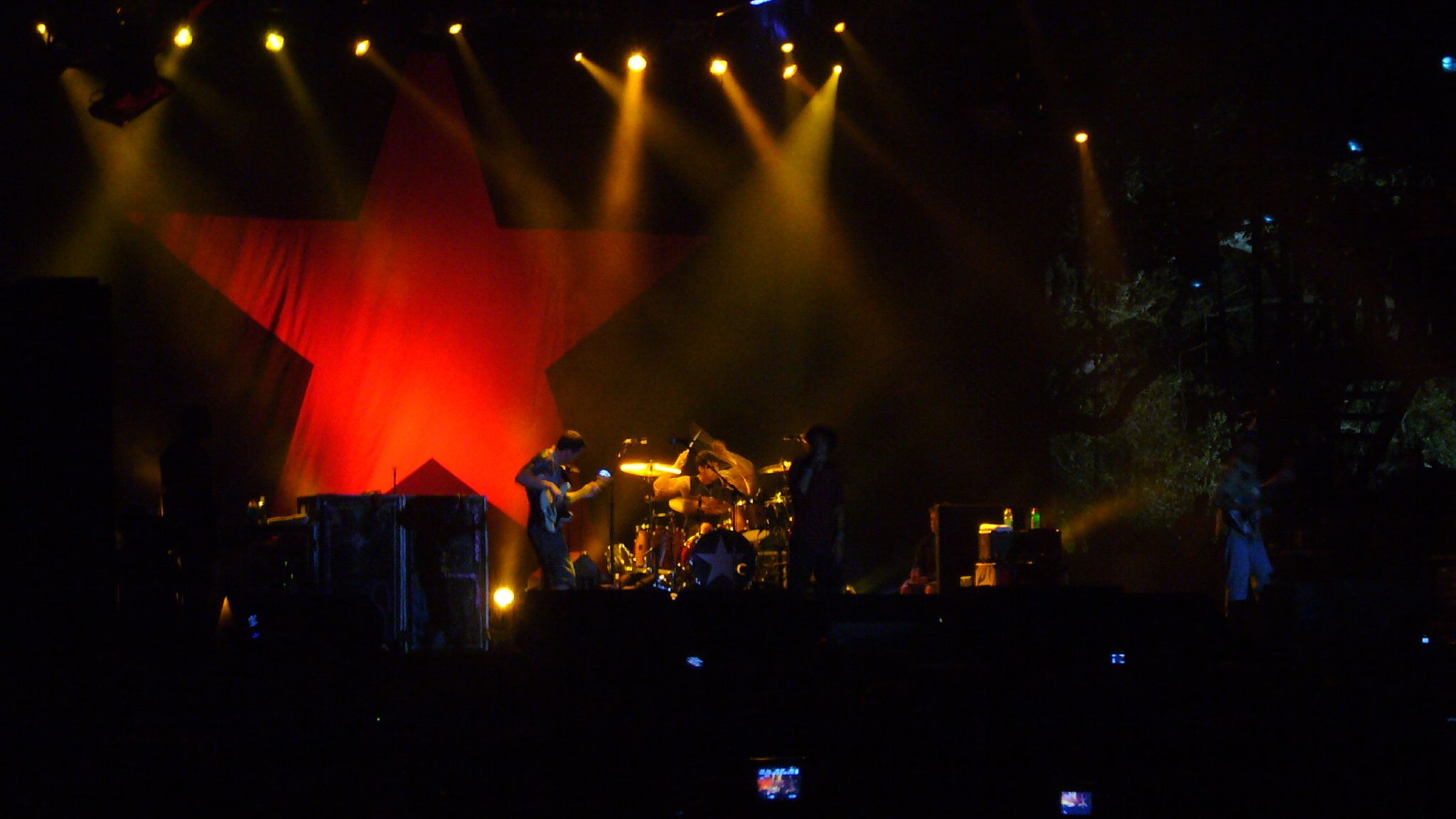
La bandera del EZLN, en el escenario de un concierto de RATM

La banda de rap rock Rage Against the Machine es bien conocida por su apoyo al EZLN, pues utiliza el símbolo de la estrella roja como telón de fondo en sus espectáculos en vivo, y muchas veces informa a las multitudes en los conciertos acerca de la situación actual. Como resultado, en viajes al extranjero, el presidente de México se ha topado rutinariamente a pequeños grupos de activistas sobre «la situación en Chiapas». Los zapatistas son parte destacada en los temas de las canciones de RATM, en particular People of the Sun, Wind Below, Sangre de Zapata y War Within a Breath. Otra banda que ha apoyado abiertamente la causa del EZLN es el grupo mexicano de ska Los de Abajo.
Antes del 2001, los escritos de quien entonces se presentaba como subcomandante Marcos se publicaban a menudo en algunos periódicos mexicanos e internacionales. Cuando el portavoz tomó silencio, su relación con los medios declinó. Cuando volvió a escribir en el 2002, asumió un tono más agresivo y sus ataques contra antiguos aliados enojaron a algunos de los partidarios del EZLN. A excepción de estas cartas y comunicados críticos ocasionales sobre el clima político, el EZLN fue en gran medida silencioso hasta agosto del 2003, cuando se lanzó Radio Insurgente desde un lugar desconocido.[cita requerida]
A mediados del 2004 el jefe de la Cocopa, Luis H. Álvarez, afirmó que el subcomandante Marcos no había sido visto en Chiapas por algún tiempo. El EZLN recibió poca cobertura de prensa durante este tiempo, aunque siguió desarrollando los gobiernos locales que había creado anteriormente. Entre el 20 y el 28 de agosto de ese año, el subcomandante Marcos envió ocho breves comunicados a la prensa mexicana.[cita requerida]
En el 2005 Marcos volvió a las noticias al comparar al entonces candidato presidencial, Andrés Manuel López Obrador, con Carlos Salinas de Gortari (como parte de una amplia crítica de los tres principales partidos políticos en México: el PRI, el democristiano Partido Acción Nacional y el socialdemócrata Partido de la Revolución Democrática), y declarando públicamente que el EZLN se hallaba en «alerta roja». Poco después, los comunicados anunciaron que el EZLN había sufrido una reestructuración que les permitía soportar la pérdida de su liderazgo público —Marcos y el CCRI—. Después de consultar con su base de apoyo, los zapatistas emitieron la Sexta Declaración de la Selva Lacandona.
Desde el primer levantamiento de los zapatistas, el periódico La Jornada los ha venido cubriendo continuamente. La mayoría de los comunicados y muchas de las cartas del subcomandante Marcos se entregan a La Jornada; incluso la edición en línea del periódico tiene una sección dedicada a La Otra Campaña.[cita requerida] La organización de medios independientes Indymedia también cubre e imprime desarrollos zapatistas y comunicaciones.
Benoît Rivéro, de la editorial francesa Actes Sud y subdirector de Photo Poche, colección de libros de fotografía, llamó al movimiento zapatista «un emblema del movimiento altermundialista».

## Etapas históricas
Según documentos zapatistas, la historia del EZLN tuvo seis etapas. La primera fue la de selección de los insurgentes (cinco hombres y una mujer) que formarían la primera célula político-militar de la organización. La segunda sería la de la fundación propiamente dicha del Ejército Zapatista de Liberación Nacional, tras la instalación del primer campamento zapatista en Chiapas, al que llamarían «La Pesadilla».
La tercera etapa fue de preparación y estudio de estrategia y táctica militar, a partir de manuales de los Ejércitos estadounidense y mexicano; así como de instalación de nuevos campamentos como El Fogón, Reclutas, Baby Doc, De la Juventud e incluso de uno llamado Margaret Thatcher. En la cuarta etapa, hacia 1985, el grupo insurgente hizo los primeros contactos con los pueblos de la zona. A la quinta etapa el mismo EZLN la llama «de crecimiento explosivo», porque su área de influencia abarcó no solo la Selva Lacandona, sino también las zonas de Los Altos y el norte de Chiapas.
La sexta etapa enmarcó una votación interna de la organización respecto a ir o no a la guerra contra el Gobierno mexicano. Luego del «sí» mayoritario, en diciembre de 1993, el EZLN, amparándose en el artículo 39 de la Constitución, planteó inicialmente el derrocamiento del entonces presidente, Carlos Salinas de Gortari, bajo la acusación de que en las elecciones de 1988 «había usurpado el puesto de primer mandatario tras un fraude electoral de enormes proporciones». Con ese mismo supuesto declaraba la guerra al Ejército federal, llamando a los poderes legislativo y judicial «a restaurar la legalidad y la estabilidad de la Nación deponiendo al dictador».
El EZLN consideraba que el sexenio salinista tenía como punto de partida un proceso electoral plagado de irregularidades que iban desde un padrón con ciudadanos que inclusive ya habían fallecido —y aun así aparecía que habían votado— hasta un sistema de cómputo de los resultados que, cuando iba arrojando cifras a favor del contrincante, el exmiembro del PRI Cuauhtémoc Cárdenas Solórzano, se «vino abajo»; pasando por la quema de la paquetería electoral cuando la sociedad y los partidos políticos de oposición demandaban la revisión de esta para esclarecer y dar certeza a la elección. Más aún, para 1994 el Gobierno de Salinas de Gortari llegó a postularse para presidir la Organización Mundial del Comercio (OMC) y se manejaba en algunos círculos de la política nacional la posibilidad de reformar la Constitución para permitir su reelección.[cita requerida]

## Cronología política y militar
Entre la madrugada del 18 de diciembre de 1993 y la tarde del 31 tuvo lugar la séptima etapa programada por el EZLN. El objetivo: atacar simultáneamente cuatro cabeceras municipales y otras tres más «al paso», reducir a las tropas policiacas y militares en esas plazas y asaltar dos grandes cuarteles del Ejército federal.[cita requerida]

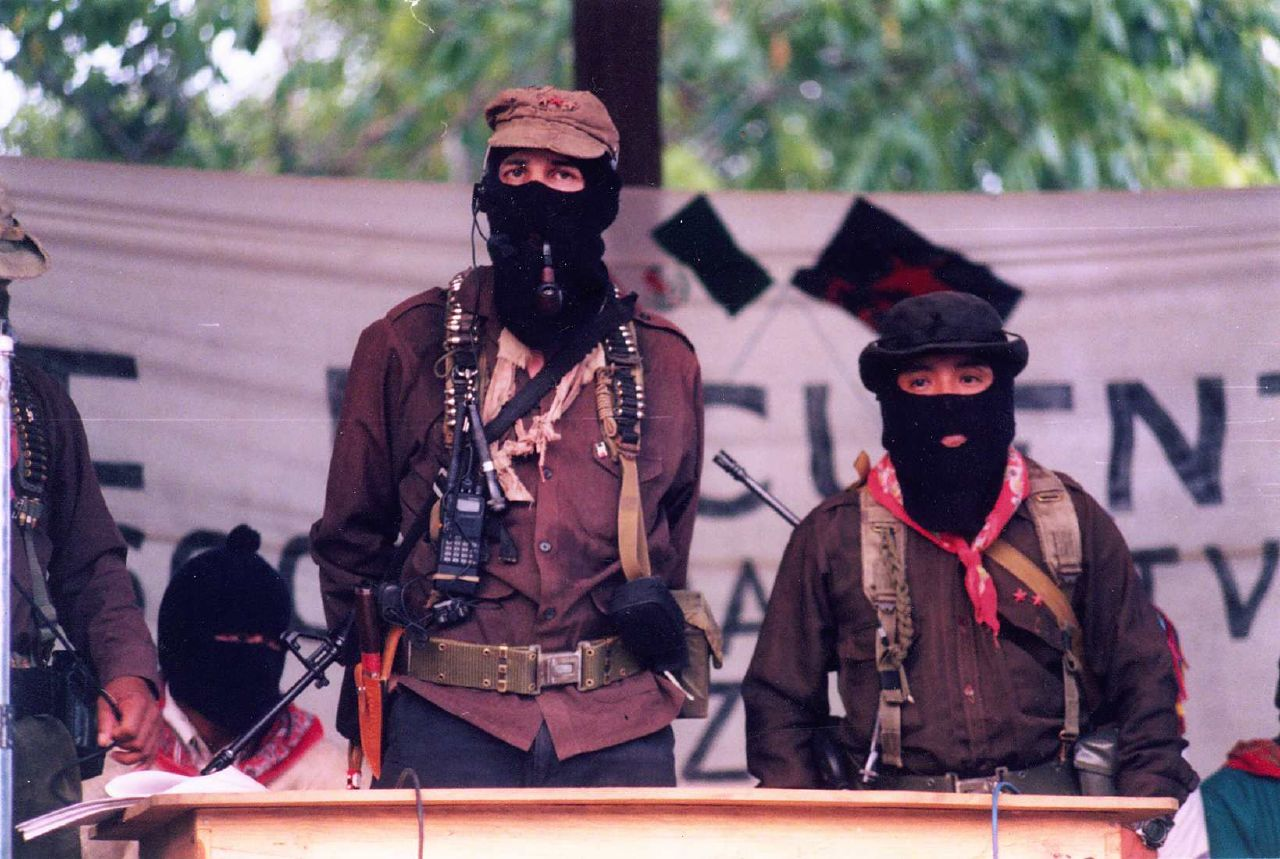
Subcomandante Marcos rodeado por comandantes del CCRI

El Ejército Zapatista hizo pública su declaración el 1 de enero de 1994, coincidiendo con la entrada en vigor del Tratado de Libre Comercio de América del Norte (TLCAN). Ese día, emitieron su Primera Declaración y Leyes Revolucionarias de la Selva Lacandona. Esta declaración equivalía a una declaración de guerra contra el gobierno mexicano, al que consideraban ilegítimo. El EZLN recalcó que optaba por la lucha armada ante la falta de resultados obtenidos mediante protestas pacíficas (como plantones y marchas).

### Años 1990

##### 1994
El 1 de enero de 1994 el Ejército Zapatista de Liberación Nacional, de forma sorpresiva y sin una declaración previa, inició una insurrección armada en el estado de Chiapas, conocida como Levantamiento Zapatista. Una vez producidas las ocupaciones, emitieron la Declaración de la Selva Lacandona, por la que declararon la guerra al Gobierno mexicano a la vez que pedían «trabajo, tierra, techo, alimentación, salud, educación, independencia, libertad, democracia, justicia y paz».  Los zapatistas pronto se retiraron a la selva para evitar una ofensiva militar federal.
En las primeras horas de 1994 atacaron y consiguieron ocupar las cabeceras municipales de San Cristóbal de Las Casas, Altamirano, Las Margaritas y Ocosingo, Oxchuc, Huixtán y Chanal. Su objetivo inicial era instigar una revolución contra el ascenso del neoliberalismoen todo México, pero como no tuvo el alcance nacional utilizaron su levantamiento como plataforma para señalar su movimiento de protesta por la firma del TLCAN, que el EZLN creía que aumentaría la desigualdad en Chiapas. Sin embargo, antes de la firma del TLCAN, la disidencia entre los campesinos indígenas ya estaba en aumento en 1992 con la enmienda al Artículo 27 de la Constitución. La enmienda exigía el fin de la reforma agraria y la regularización de todas las propiedades, lo que pone fin a la redistribución de tierras en México. El fin del reparto de tierras marcó el fin de muchas comunidades que habían estado creciendo durante la última década, ya que habían estado esperando una mayor distribución que, según el gobierno, se encontraba en un atraso agrario.
El día 3 de enero los rebeldes capturaron al general Absalón Castellanos Domínguez, exgobernador de Chiapas, y para el 4 de enero el ejército ya tenía el control total de Ocosingo y de las demás cabeceras municipales que el EZLN había tomado. Durante los siguientes ocho días, la capacidad de ataque del EZLN fue casi nula. Los informes castrenses confirmaban la derrota del EZLN a manos del ejército federal y su fracaso respecto a la Primera Declaración de la Selva Lacandona en cuanto a «marchar hasta la Ciudad de México», ya que militarmente los rebeldes no tuvieron oportunidad de ir más allá de los municipios inicialmente tomados. El ataque inicialde los subversivos se cobró un balance de 57 muertos y 40 heridos.
Los zapatistas organizaron el Encuentro Intercontinental por la Humanidad y Contra el Neoliberalismo para ayudar a iniciar una plataforma unida para otros grupos antineoliberales. El EZLN también pidió una mayor democratización del gobierno mexicano, que había sido controlado por el Partido Revolucionario Institucional (Partido Revolucionario Institucional, también conocido como PRI) durante 65 años, y una reforma agraria ordenada por la Constitución de México de 1917, que había sido derogada en 1991. Los zapatistas habían mencionado la "independencia" entre sus demandas iniciales; sin embargo, recibió poco tratamiento sistemático por parte del EZLN hasta el amplio contacto entre los zapatistas y otras organizaciones indígenas durante los negociaciones de San Andrés y el uso de recursos naturales normalmente extraídos de Chiapas. También abogó por la protección contra la violencia y la inclusión política de las comunidades indígenas de Chiapas.
No habiendo alcanzado sus objetivos y ante la respuesta militar, los rebeldes reaccionaron buscando en un primer momento una salida negociada y proponiendo la participación del obispo de San Cristóbal de las Casas, Samuel Ruiz, de Rigoberta Menchú Tum y del periodista Julio Scherer García como mediadores del diálogo. Días después el EZLN estableció los requisitos que debería cumplir la comisión negociadora. El Gobierno respondió nombrando el día 10 de enero a Manuel Camacho Solís como comisionado para la Paz y la Reconciliación en Chiapas, y ofreció al EZLN «paz con justicia y democracia».

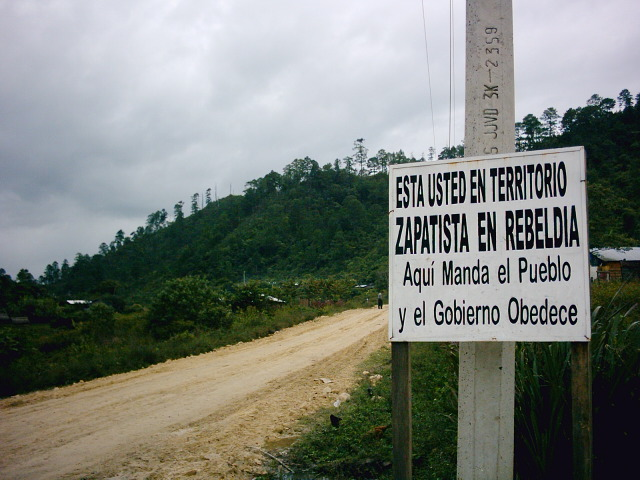
Letrero que indica la entrada a territorio rebelde zapatista. «Están en rebelión en territorio zapatista. Aquí el pueblo manda y el gobierno obedece».

El EZLN prosiguió con su actividad guerrillera y el día 8 hostigó, mediante disparos, las instalaciones del cuartel general de la XXXI Zona Militar (San Cristóbal de las Casas). Se registraron atentados contra torres de abastecimiento eléctrico y contra un gasoducto de Petróleos Mexicanos. Presuntos zapatistas también derribaron dos torres de abastecimiento eléctrico en los estados de Puebla y Michoacán, y al día siguiente estalló un coche bomba en la capital mexicana; además, grupos simpatizantes de los zapatistas arrojaron una bomba en el palacio de gobierno de Acapulco. Después estallaron coches bomba cerca de un campo militar en el estado de México, en Hidalgo y en la capital mexicana, respectivamente. Los rebeldes advirtieron la posibilidad de más atentados en la capital mexicana.
El día 12 de enero el presidente Carlos Salinas de Gortari ordenó un alto al fuego unilateral del ejército en Chiapas como primer paso para iniciar el diálogo, y envió a la Comisión Permanente del Congreso de la Unión su propuesta de ley de amnistía general. En ese momento los enfrentamientos motivados por la insurrección habían causado 108 muertos, según datos oficiales, mientras que el Subcomandante Marcos afirmó, años después, que 46 rebeldes murieron durante los 12 días de combate entre la guerrilla y el ejército mexicano en enero de 1994.
En el ámbito político, el 18 de enero se produjo la renuncia del gobernador interino de Chiapas, Elmar Setzer Marseille, quien fue sustituido por Javier López Moreno. Por su parte, el EZLN, que había aceptado a Manuel Camacho como comisionado de Paz, propuso una agenda de cuatro puntos y estableció, mediante un comunicado, la agenda para iniciar la negociación. Los rebeldes también anunciaron intenciones de intercambiar al exgobernador secuestrado por prisioneros zapatistas. Camacho Solís aceptó la propuesta. Unas 70 000 personas marcharon en la Ciudad de México a favor de la paz.

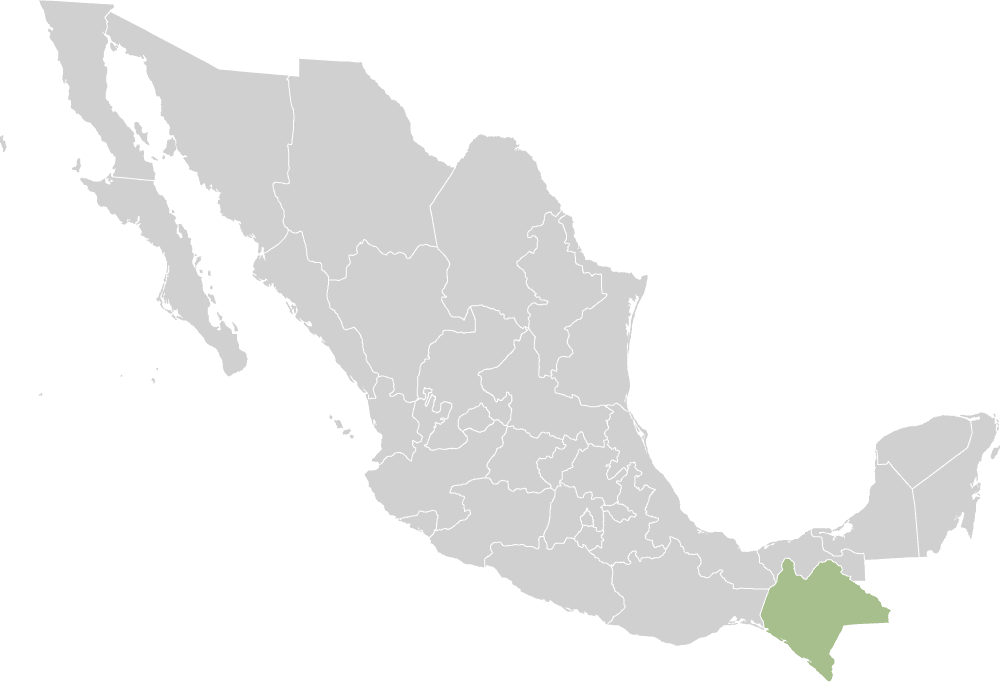
Estado de Chiapas

Para mediados de 1994 el Ejército federal tenía apostados, según los cálculos más conservadores, doce mil efectivos y centenares de retenes y bases de operaciones militares. La opinión pública pensaba que de un momento a otro se firmaría de la paz. El Gobierno fue recuperando parte del control político de la situación, a pesar de las acusaciones de estar militarizando la llamada «zona de conflicto» y de extender la presencia castrense a lo largo y ancho del territorio nacional, de modo que no se veía ningún obstáculo serio para la realización de las elecciones federales de ese año. El EZLN, por su parte, había comenzado en febrero los «Diálogos de Catedral», en un esfuerzo para la paz, de los que posteriormente brindaría informes. En la «Catedral de la Paz» los zapatistas, el comisionado Manuel Camacho y el obispo Samuel Ruiz rindieron tributo conjunto a la bandera nacional.[cita requerida]
El 10 de junio el EZLN emitió la Segunda Declaración de la Selva Lacandona, donde propone replantear el problema del poder, libertad y justicia para que nazca una nueva cultura política dentro de los partidos del país. Dos días después dio a conocer el resultado de su consulta y rechazó las propuestas gubernamentales; esto provocó la renuncia de Manuel Camacho Solís como Comisionado para la Paz en Chiapas, a la vez que acusaba al candidato presidencial del PRI, Ernesto Zedillo Ponce de León, de sabotear las negociaciones. En su lugar fue nombrado Jorge Madrazo.
El obispo Samuel Ruiz García presentó el 13 de octubre una iniciativa para un nuevo diálogo y para reiniciar las conversaciones entre el EZLN y el Gobierno federal, que el fue saludada positivamente por el EZLN en noviembre. Sin embargo, a primeros de diciembre los zapatistas consideraron que la imposición de Eduardo Robledo formalizaba la ruptura al cese del fuego por parte de las tropas militares. En cambio, nombraron a Amado Avendaño Figueroa, director del periódico local El Tiempo y candidato perredista a la gubernatura, como «gobernador en rebeldía»; ello incluyó la entrega del bastón de mando por parte de los pueblos indígenas del estado, los cuales habían decretado su autonomía desde octubre. Pese a todo, el día 14 de diciembre se estableció la Comisión para el Diálogo y la Mediación por la Paz, integrada por legisladores. La respuesta del EZLN fue romper el cerco militar y lanzar una ofensiva política, de forma que aparecieron 38 nuevos municipios de Chiapas declarados territorios rebeldes el 19 de diciembre. El día 23 la Secretaría de Gobernación reconoció a la Comisión Nacional de Intermediación (Conai) como instancia mediadora para el diálogo con los insurgentes, quienes anunciaron el día 29 un repliegue de sus fuerzas y ofrecieron una tregua militar hasta el 6 de enero de 1995.

##### 1995

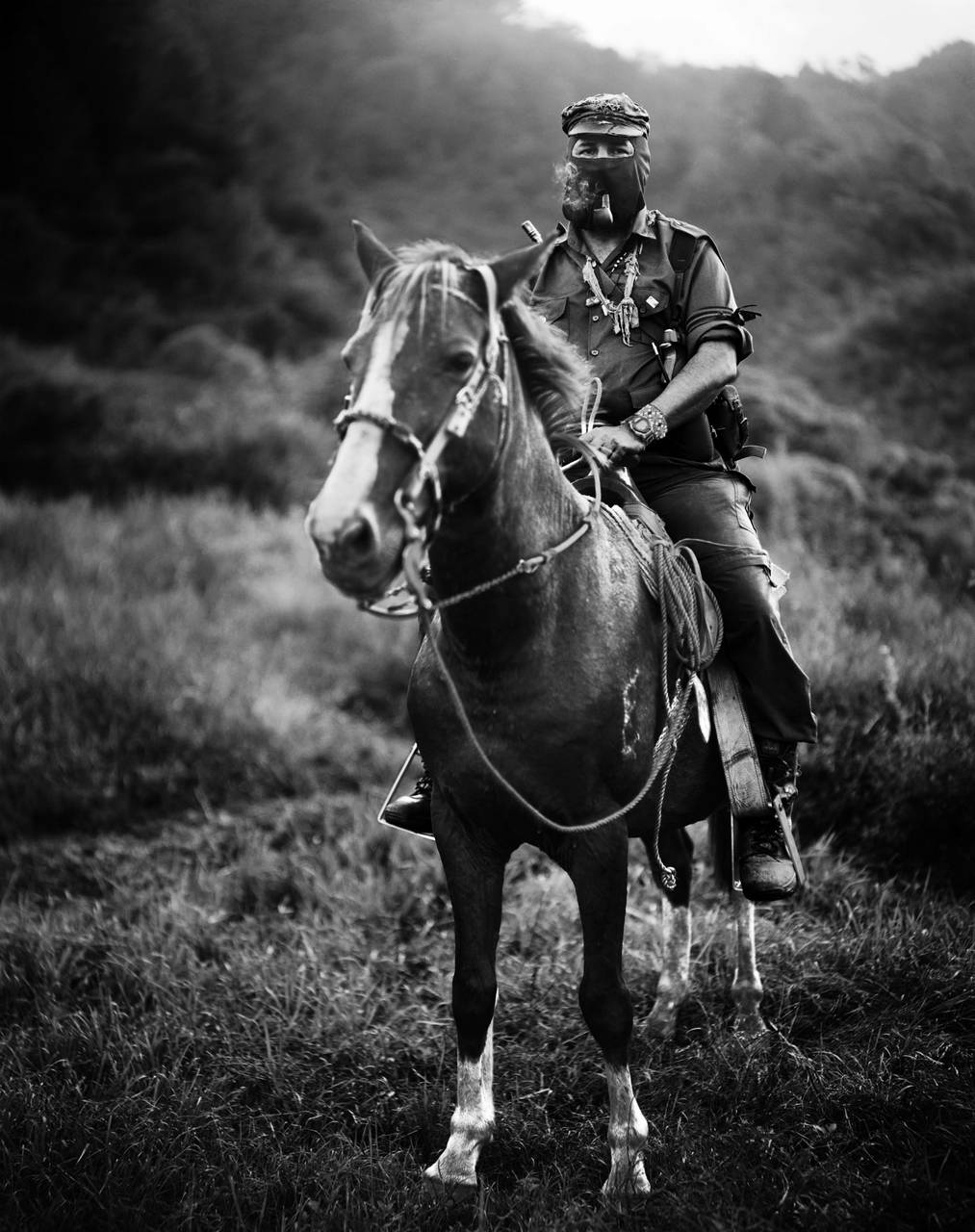
Subcomandante Marcos, a caballo

Se emitieron órdenes de arresto contra Marcos, Javier Elorriaga Berdegue, Silvia Fernández Hernández, Jorge Santiago, Fernando Yanez, Germán Vicente y otros simpatizantes. En ese momento, en la Selva Lacandona, el Ejército Zapatista de Liberación Nacional se encontraba bajo asedio militar por parte del Ejército mexicano y grupos paramilitares. Javier Elorriaga fue capturado el 9 de febrero de 1995 por fuerzas de una guarnición militar en Gabina Velázquez en el poblado de Las Margaritas, y posteriormente fue trasladado al penal de Cerro Hueco en Tuxtla Gutiérrez, Chiapas.
La PGR amenazó con arrestar al obispo católico de San Cristóbal de Las Casas, Samuel Ruiz García, alegando que habían ayudado a encubrir el levantamiento zapatista, aunque sus actividades habían sido reportadas años atrás en la revista Proceso. Sin embargo, es probable que el gobierno mexicano supiera del levantamiento pero no actuara. Esto afectó negativamente las relaciones entre la Santa Sede y México.
En respuesta a la victoria del EZLN, Esteban Moctezuma, secretario de Gobernación, presentó su renuncia al presidente Zedillo, quien se negó a aceptarla. Influenciado por la protesta de Moctezuma, el presidente Zedillo abandonó la ofensiva militar y optó por una vía diplomática. El ejército mexicano flexibilizó su operativo en Chiapas, lo que permitió a Marcos escapar del perímetro militar en la Selva Lacandona.
Ante el cambio de condiciones, amigos del EZLN junto con el Subcomandante Marcos elaboraron un informe para el subsecretario de Gobernación, Luis Maldonado Venegas; el secretario de Gobernación, Esteban Moctezuma; y luego el presidente Zedillo.
Así, el Gobierno federal mexicano identificó al portavoz de la guerrilla, alias subcomandante Marcos, como el exprofesor y filósofo Rafael Sebastián Guillén Vicente, de 38 años, y giró una orden de aprehensión en su contra, bajo los cargos de uso de armas exclusivas del Ejército y terrorismo, entre otros delitos. El subcomandante Marcos aparece en público con pasamontañas y, muchas veces, fumando una pipa. Dos días después el ejército mexicano avanzó sobre varias poblaciones de Chiapas y retomó el control de algunos poblados que habían sido ocupados por la insurgencia zapatista. En tan solo 15 días más de 20 000 personas huyeron desplazadas de sus comunidades hacia la selva, mientras el ejército ocupaba el territorio abandonado. De esta forma, el Gobierno federal seguía una doble estrategia de combate a contrainsurgencia: por un lado, se buscaban negociaciones políticas con el EZLN por parte de la Secretaría de Gobernación, mientras que, por el otro, la Procuraduría General de la República solicitaba al Poder Judicial de la Federación girar órdenes de aprehensión en contra de quienes supuestamente conformaban su dirigencia, de forma que se tuviera cobertura judicial a la acción del ejército.
La persecución y arresto de una parte de la dirigencia zapatista llamó a la sociedad civil a volcarse de nuevo a las calles, como protesta contra lo que la izquierda radical consideraba una nueva escalada represiva. En marzo el presidente Zedillo y la Comisión Legislativa de Diálogo y Conciliación en el estado de Chiapas firmaron la Iniciativa de Ley para el Diálogo, la Conciliación y la Paz Digna, que sería enviada al Congreso de la Unión y discutida en la Cámara de Diputados. El resultado inmediato fue la aprobación de la Ley para el Diálogo, la Conciliación y la Paz Digna en Chiapas, que a finales de mes se envió al EZLN por mediación de la Conai. Por un lado, dio paso a las Mesas de San Miguel, escenario de la firma el 9 de abril, entre el Gobierno federal y el EZLN, del Protocolo de Bases para el Diálogo y Negociación del Acuerdo de Concordia y Pacificación con Justicia y Dignidad, punto de partida del diálogo en San Andrés (San Andrés Larráinzar para el Gobierno, San Andrés Sakamch’en para los rebeldes); por otro lado, propició la organización de lo que el EZLN llamó la Consulta Nacional e Internacional por la Paz y la Democracia.[cita requerida]

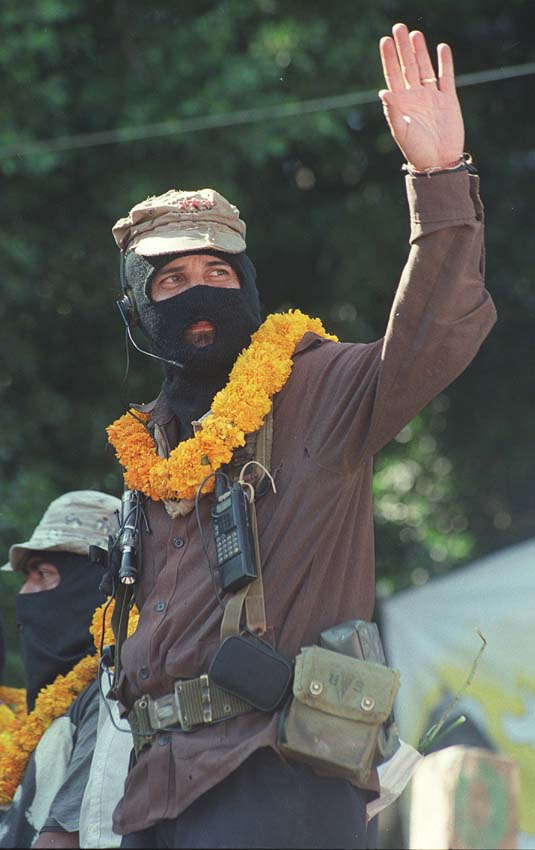
Subcomandante Marcos durante la Marcha del color de la tierra

El 5 de septiembre y siguiendo la instrucción presidencial de Ernesto Zedillo, la Comisión para la Concordia y Pacificación (Cocopa) invitó de manera formal al EZLN a participar en el diálogo para la reforma del Estado y a la mesa nacional de negociación. El último día del mes se reunieron algunos dirigentes del EZLN y miembros de la Cocopa, como el diputado Óscar González Yáñez, en la comunidad La Realidad (Chiapas) y se discutió la realización del foro especial propuesto por los zapatistas. El 2 de octubre se reanudaron las pláticas de paz en San Andrés Larráinzar. Se fijaron las reglas para la instalación y funcionamiento de las mesas de trabajo, y poco después se iniciaron los trabajos de la mesa 1 («Derechos y Cultura Indígena»).

##### 1996
Como cada año desde su insurrección armada, el EZLN lanzó otra declaración: la Cuarta Declaración de la Selva Lacandona. En ella planteó su decisión de ayudar a construir una política de nuevo tipo (no partidaria) que no luche por el poder, independiente, autónoma, pacífica, «basada en el EZLN». El día 5 de enero el Subcomandante Insurgente Marcos abandonó su escondite en la selva y viajó a San Cristóbal, para participar en el Foro Nacional Especial de Cultura y Derechos Indígenas, que se había iniciado dos días antes. El día 10 se clausuró el Foro Nacional Indígena, con la propuesta de integrar una nueva organización, que posteriormente se conocería como el Congreso Nacional Indígena.
El 16 de febrero los zapatistas y el Gobierno federal firmaron los Acuerdos sobre Derecho y Cultura Indígena, por los que el Ejecutivo se comprometía a reconocer a los pueblos indígenas en la Constitución.
El 2 de mayo Javier Elorriaga Berdegué y Sebastián Etzin Gómez fueron sentenciados a trece y seis años de prisión, respectivamente, por delitos de terrorismo. Tras conocer la sentencia, el EZLN declaró que constituía una provocación contra la paz y una violación a la Ley para el Diálogo, por lo que suspendió su participación en el proceso de diálogo. El 6 de junio, tras una intensa campaña nacional e internacional que pedía la liberación de los sentenciados, una corte de apelación revocó la sentencia contra los presuntos zapatistas y fueron liberados. El EZLN suspendió el estado de alerta de sus tropas.[cita requerida]
Entre junio y julio, en San Cristóbal de las Casas, se realizó el Foro Especial para la Reforma del Estado. En el mes de agosto, en Oventic, La Realidad y los demás Aguascalientes, el EZLN organizó el Primer Encuentro Intercontinental por la Humanidad y contra el Neoliberalismo, al que asistieron tres mil personas de cuarenta y dos países de los cinco continentes, así como dos mil provenientes de México. Todos los asistentes se distribuyeron en cinco mesas de trabajo. La plenaria tuvo lugar en La Realidad. El subcomandante Marcos dio a conocer la Declaración de La Realidad por la Humanidad y contra el Neoliberalismo.[cita requerida]
El 2 de septiembre el Ejército Zapatista decidió suspender su participación en los Diálogos de San Andrés, y planteó cinco condiciones para regresar a las negociaciones:
- la liberación de todos los presuntos zapatistas;
- una comisión gubernamental con capacidad de decisión política pero que respetase a la delegación zapatista;
- la instalación de la Comisión de Seguimiento y Verificación;
- un conjunto de propuestas serias y concretas por parte del Gobierno para la negociación sobre el tema de Democracia y Justicia; y
- el fin al clima de persecución militar y policiaca contra las comunidades indígenas de Chiapas.

Mientras, en octubre, el EZLN resolvió enviar a la Comandanta Ramona (enferma terminal de cáncer de riñón) a la Ciudad de México, para participar en el acto del 12 de octubre del Congreso Nacional Indígena. Durante el acto la Comandanta Ramona pronunció, en el Zócalo capitalino, un discurso que terminaba con la frase: «Nunca más un México sin nosotros». Ya en diciembre, el presidente Zedillo rechazó algunas formulaciones de la propuesta de la Cocopa, así como aspectos fundamentales de los Acuerdos de San Andrés.

##### 1997
En vista del rechazo, el EZLN se reunió con la Cocopa y rechazó la contrapropuesta gubernamental. Asimismo, afirmó que no regresaría a la mesa de negociación hasta que se implementasen los Acuerdos de San Andrés sobre Derechos y Cultura Indígenas. De inmediato se organizaron las medidas de presión contra el Gobierno: la Comandante Ramona, junto con el Congreso Nacional Indígena, participó en un mitin en la explanada de la Ciudad Universitaria para exigir respeto a los Acuerdos de San Andrés. En julio los rebeldes impidieron la votación en varios centros electorales de Chiapas, ante la presumible victoria del PRI. En septiembre más de mil zapatistas acudieron en autobús a la capital federal, para participar en un gran mitin.[cita requerida]
El 22 de diciembre un grupo paramilitar armado asesinó a 45 tsotsiles simpatizantes del EZLN en Acteal, una comunidad situada a 50 kilómetros de San Cristóbal. Estos hechos se conocerían como la Matanza de Acteal, y quedaron impunes. Los ocho oficiales que instigaron los actos de violencia pasaron únicamente tres años en la cárcel.

##### 1998
En enero una mujer resultó muerta y dos personas más resultaron heridas por disparos de la policía municipal chiapaneca, cuando esta se puso nerviosa al paso de una marcha de indígenas, en Ocosingo. Si bien en un principio los oficiales negaron haber abierto fuego, la Procuraduría General de Justicia de Chiapas informó que a 29 de los agentes detenidos por estos hechos, 22 les resultó positiva la prueba de rodizonato de sodio. El 8 de enero, elementos del ejército mexicano ingresaron a las comunidades Moisés Ghandy, Sibaca, El Prado Pacayal, Uk'Umiljá, Santo Domingo, Latzbiljá, La Unión y Guadalupe Bateaton, localizadas en el Municipio de Ocosingo, donde realizó patrullajes y redadas.

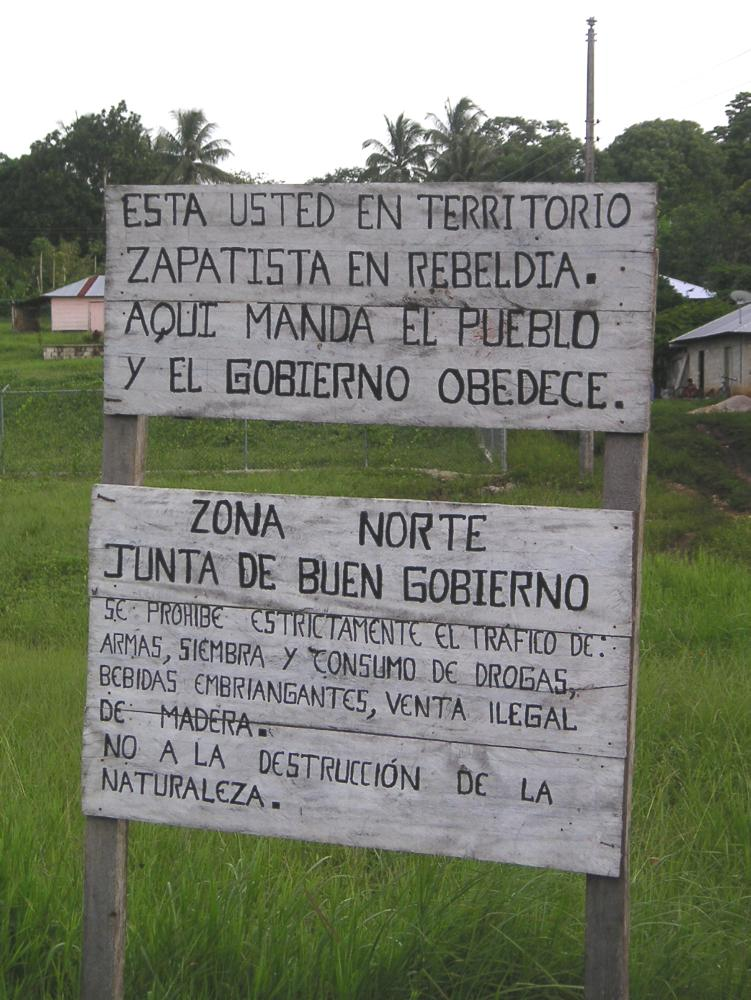
Cartel de zona bajo control rebelde

Desde abril el gobierno de Chiapas comenzó a desmantelar municipios instaurados en el estado por simpatizantes zapatistas, incluido el municipio Ricardo Flores Magón, cuya cabecera municipal es Taniperla. En esta acción, 12 extranjeros provenientes de Bélgica, Estados Unidos y España fueron detenidos y extraditados. Un campamento castrense y un retén policial se instalaron en el centro de la comunidad, y a su amparo creció en la zona el grupo paramilitar denominado Movimiento Indígena Revolucionario Antizapatista (MIRA). El 17 de abril, se realizo un nuevo operativo de las fuerzas de seguridad en la localidad de Altamirano dejando como saldo tres ciudadanos noruegos arrestados y golpeados, múltiples propiedades saqueadas  y se disparo gases lacrimógenos a los indígenas que se manifestaban en la zona.
El 1 de mayo se desmanteló el municipio autónomo zapatista Tierra y Libertad, en el municipio oficial de Tierra y Libertad , municipio de Las Margaritas, con un saldo de 63 detenidos (45 siendo liberados días después a falta de pruebas), 3 heridos y 140 desplazados e incluso tres acusaciones de violación. Un campamento militar y varios retenes policiales se instalaron en los accesos y en el pueblo. A las 6 de la mañana del 3 de junio, más de dos mil efectivos de la policía y del ejército desmantelaron el municipio autónomo de Nicolás Ruiz, dejando como saldo más de 164 personas detenidas, las cuales 16 siguieron bajo custodia policial dos días después. Necesitaron usar gases lacrimógenos y el uso de la fuerza en el centro de la población, ante la resistencia de simpatizantes del EZLN. Según diversas informaciones, varias mujeres embarazadas fueron golpeadas, decenas de personas y niños fueron heridos e intoxicados, las casas fueron registradas sin órdenes de cateo y robaron todo el dinero y las pertenencias de valor.
Finalmente, el 10 de junio más de mil miembros de las fuerzas armadas mexicanas, apoyadas por efectivos de la policía, irrumpieron las bases de apoyo zapatistas en las comunidades de Chavajeval y Unión Progreso, en el municipio de San Juan de la Libertad, donde existía un consejo rebelde zapatista y según autoridades se encontraban armas del EZLN (las cuales no se encontraron en el operativo) allí vencieron la resistencia zapatista, donde fallecieron ocho civiles y un policía y más de cien personas fueron detenidas. La población huyó de los combates y se adentró en el monte, y otra parte huyó hacia la cabecera municipal, además de que las autoridades incautaron las identificaciones personales que existían en las viviendas. Fueron aproximadamente más de mil los desplazados, reportándose robos, saqueos y la profanación de templos y capillas, convirtiéndolo en el operativo más violento en la región hasta ese entonces. cubierto por el manto de impunidad que rodea la mayoría de las operaciones contra la guerrilla en ese entonces.
A mediados de julio el Subcomandante Marcos propuso una nueva iniciativa ciudadana que agilizara el proceso de paz en Chiapas, y dio a conocer la Quinta Declaración de la Selva Lacandona, donde se propuso que la ley de derechos y culturas indígenas fuese llevada a una consulta nacional.

##### 1999

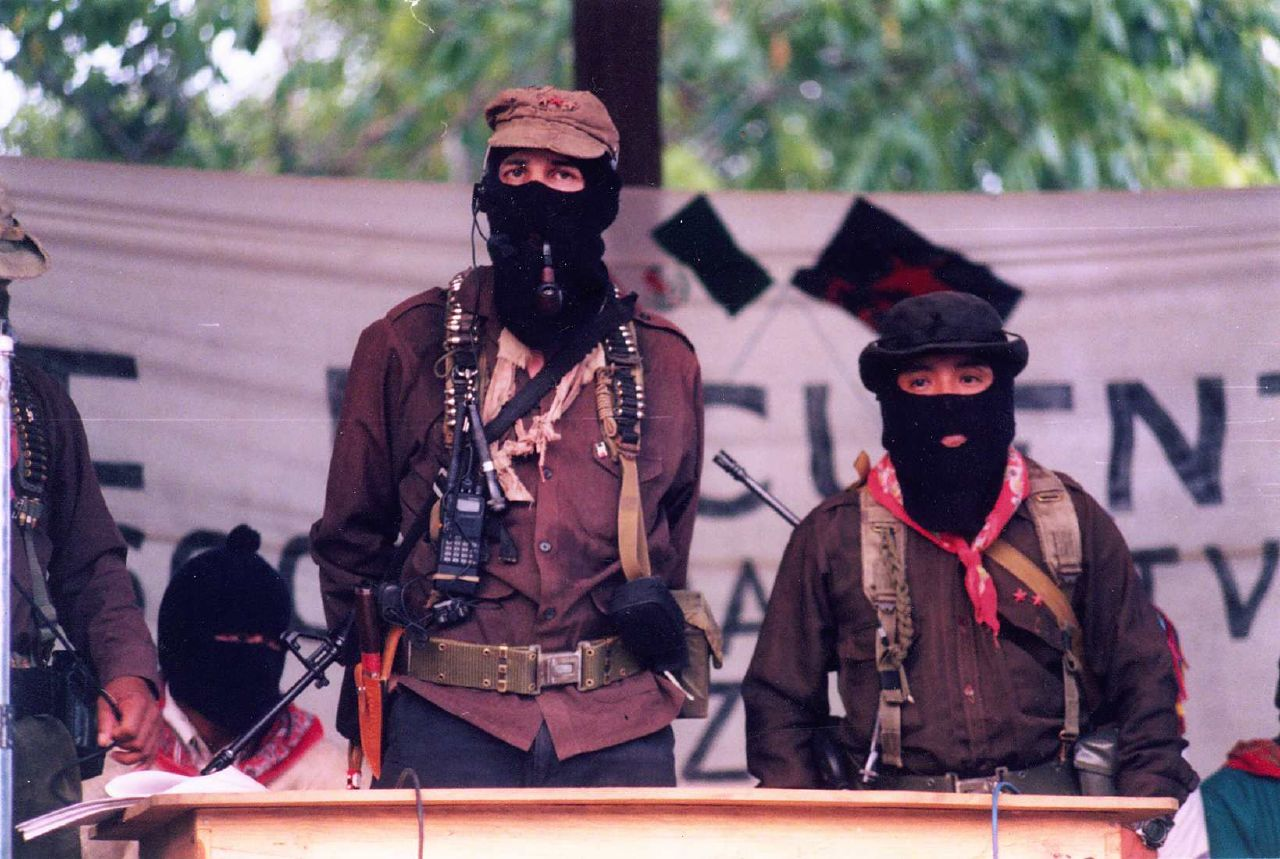
La Realidad, Chiapas, 1999

En marzo se celebró una consulta nacional sobre derechos y culturas indígenas, patrocinada por los zapatistas, pero solo hasta junio hubo una respuesta política. Esta se dio cuando el gobernador de Guanajuato manifestó, en una entrevista, que «le urge dialogar con el subcomandante Marcos para platicar sobre el futuro del país y llegar a coincidencias».
El EZLN fijó su postura ante la huelga en la UNAM de 1999-2000, la cual inició en abril.[cita requerida]
El 25 de agosto de ese mismo año se reportó un choque armado entre miembros del Comité Clandestino Revolucionario Indígena del Ejército Zapatista de Liberación Nacional y los soldados del Ejército Federal en la localidad de La Realidad, Las Margaritas, reportándose al menos cuarenta campesinos armados con palos, piedras, machetes y cuchillos Ambos lados se acusaban mutuamente de haber iniciado las hostilidades, resultando heridos nueve soldados y tres campesinos heridos, dos de ellos con munición real, señalando que varios civiles fueron detenidos arbitrariamente, golpeados y amordazados. Para reducir las tensiones, el Gobierno liberó a presos zapatistas en Chiapas como una señal de que se deseaba la reanudación del diálogo.

### Años 2000

##### 2000
En abril Vicente Fox, candidato a la presidencia, envió una nueva propuesta de diálogo al Subcomandante Insurgente Marcos, sin obtener respuesta. En mayo un grupo de civiles atacó a dos indígenas del municipio autónomo de Polhó (Chiapas). Miembros de la Policía Federal Preventiva (PFP) fueron enviados para garantizar la seguridad de la zona. Las coordinadoras zapatistas y diversos organismos no gubernamentales lo consideraron «una clara provocación al EZLN».
Vicente Fox fue elegido presidente en 2001 (el primer presidente no priista de México en más de 70 años) y, como una de sus primeras acciones, instó al EZLN a dialogar con el gobierno federal. Sin embargo, el EZLN insistió en que no retomaría las negociaciones de paz con el gobierno hasta que se cerraran siete posiciones militares. Posteriormente, Fox decidió retirar al ejército de la zona de conflicto, por lo que todos los militares ubicados en Chiapas comenzaron a abandonar la zona. Tras este gesto, el subcomandante Marcos accedió a iniciar el diálogo con el gobierno de Vicente Fox, pero poco después exigió condiciones para la paz; en particular, que el gobierno federal desarmara a los grupos paramilitares del PRI en la zona.
Los zapatistas marcharon sobre la Ciudad de México para presionar al Congreso mexicano y formaron el Centro de Información Zapatista, a través del cual se intercambiaría información sobre el viaje de la delegación guerrillera a la Ciudad de México y se articularían movilizaciones para exigir el cumplimiento de las condiciones del EZLN para el diálogo. Aunque Fox había declarado previamente que podía poner fin al conflicto "en quince minutos", el EZLN rechazó el acuerdo y creó 32 nuevos "municipios autónomos" en Chiapas. Posteriormente, implementarían unilateralmente sus demandas sin apoyo gubernamental, aunque contaban con financiación de organizaciones internacionales.

##### 2001
A comienzos del año, el Subcomandante Insurgente Marcos anunció la creación del Centro de Información Zapatista, mediante el cual se intercambiaría información sobre el viaje de la delegación de los guerrilleros a la Ciudad de México en la Marcha del Color de la Tierra y se articularían movilizaciones para exigir el cumplimiento de las condiciones del EZLN para el diálogo, las llamadas tres señales: la aprobación de la Propuesta de iniciativa de Ley Indígena (promovida desde la Cocopa en diciembre de 1996 y aceptada por el EZLN), la liberación de presos políticos zapatistas y la desmilitarización de la zona de influencia zapatista en Chiapas.
El presidente Vicente Fox urgió el 9 de enero al EZLN a entablar el diálogo con el Gobierno federal para alcanzar la paz en Chiapas. Sin embargo, el EZLN insistió en que no regresaría a las negociaciones mientras no se cerraran las siete posiciones militares solicitadas. Entretanto el ejército federal se retiró de la comunidad de Cuxuljá, municipio de Ocosingo, manifestándose los indígenas y bases de apoyo del EZLN «contentos y no contentos» por esta salida.
El EZLN realizó la marcha del 24 de febrero al 2 de abril de 2001. En ella recorrió 17 estados de México, reuniendo en eventos multitudinarios a miles de personas que animó a exigir el cumplimiento de las tres señales.
El 13 de marzo de 2001 el EZLN rechazó desde la Escuela Nacional de Antropología e Historia (ENAH) la propuesta de los diputados de dialogar en privado, con diferentes comisiones legislativas, la iniciativa de la Cocopa; en cambio, animó a un diálogo público. Negociaciones del PRD y el PRI, con la oposición del PAN, permitieron que las y los milicianos hablaran en la tribuna principal. El 28 de marzo los comandantes Tacho, Zebedeo, David y la Comandanta Esther dirigieron un mensaje en la tribuna principal de la Cámara de Diputados. Esther señaló la triple inequidad de las mujeres zapatistas —ser mujeres, ser pobres y ser indígenas— ante diputados mayoritariamente del PRD y el PRI; fuera del Congreso miles de personas escuchaban los mensajes. A la salida de los milicianos del recinto, el EZLN concluyó en un mitin posterior la marcha con un mensaje de Marcos. En Juchitán, ya de vuelta hacia Chiapas, Marcos agradeció a la sociedad civil el apoyo dado a la marcha. El 1 de abril la delegación rindió un informe de la marcha al CCRI-CG.
Los diputados del PRI, el PAN, el PRD y el Partido Verde Ecologista de México (PVEM) aprobaron el 19 de abril de 2001 un proyecto de ley diferente al trabajado por la Cocopa y el EZLN, con 109 votos a favor. El EZLN acusó de traición a los diputados y rompió el diálogo con el Gobierno federal.

##### 2005
En 2005 el EZLN emitió la Sexta Declaración de la Selva Lacandona y anunció que dejaría las armas y que haría política.
Entre el 5 de agosto y el 18 de septiembre del 2005, el EZLN sostuvo reuniones con organizaciones políticas de izquierda, organizaciones indígenas, organizaciones sociales, organizaciones no gubernamentales, grupos y colectivos culturales y de artistas, y con adultos, ancianos y jóvenes que a título individual, familiar, de comunidad, calle, barrio o vecindad habían suscrito la Sexta Declaración de la Selva Lacandona. En dichas reuniones, siendo la más numerosa la de organizaciones, grupos y colectivos artísticos y culturales, se abordaron seis puntos que sirvieron para guiar las reflexiones y las discusiones: ratificación, ampliación o modificación de las características de La Otra Campaña; definición de quiénes están convocados y quiénes no; estructura organizativa de La Otra Campaña; lugar especial de las diferencias en La Otra Campaña (indígenas, mujeres, otros amores, jóvenes, niños y otros); posición de La Otra Campaña frente a otros esfuerzos organizativos; y tareas inmediatas.[cita requerida]

##### 2006
El 3 y 4 de mayo de 2006, una serie de manifestaciones protestaron contra el desalojo forzoso de floristas irregulares de un terreno en Texcoco de Mora para la construcción de una sucursal de Walmart. Las protestas se tornaron violentas cuando la policía estatal y la Policía Federal Preventiva trasladaron en autobús a unos 5000 agentes a San Salvador Atenco y las comunidades aledañas. Una organización local, el Frente Comunitario en Defensa de la Tierra, adherida a la Sexta Declaración, solicitó el apoyo de otras organizaciones regionales y nacionales adherentes. El Subcomandante Marcos y su grupo, La Otra Campaña, se encontraban en la cercana Ciudad de México, tras organizar allí los actos del Primero de Mayo, y llegaron rápidamente al lugar. Los días siguientes estuvieron marcados por la violencia, con cerca de 216 arrestos, más de 30 acusaciones de violación y abuso sexual contra la policía, cinco deportaciones y una víctima mortal: un joven de 14 años llamado Javier Cortés, quien recibió disparos de un policía. Alexis Benhumea, estudiante de economía de la UNAM de 20 años, falleció la mañana del 7 de junio de 2006 tras quedar en coma a causa de un golpe en la cabeza causado por una granada de gas lacrimógeno lanzada por la policía. La mayor parte de la organización de la resistencia fue realizada por los partidarios del EZLN y de la Sexta Declaración, y el Delegado Zero declaró que la gira de la "Otra Campaña" se detendría temporalmente hasta que todos los prisioneros fueran liberados.
A finales de 2006 y principios de 2007, los zapatistas (a través del Subcomandante Marcos), junto con otros pueblos indígenas de las Américas, anunciaron el Encuentro Indígena Intercontinental. Invitaron a pueblos indígenas de toda América y del resto del mundo a reunirse del 11 al 14 de octubre de 2007, cerca de Guaymas, Sonora. La declaración de la conferencia designó esta fecha debido a los "515 años desde la invasión de antiguos territorios indígenas y el embate de la guerra de conquista, saqueo y explotación capitalista". El Comandante David declaró en una entrevista: "El objetivo de esta reunión es conocernos y comprender nuestros dolores y sufrimientos. Es compartir nuestras experiencias, porque cada tribu es diferente". Después de este encuentro, le siguieron otros como el Tercer Encuentro del Pueblo Zapatista con los Pueblos del Mundo se celebró del 28 de diciembre de 2007 al 1 de enero de 2008.

##### 2009
A mediados de enero de 2009, Marcos pronunció un discurso en nombre de los zapatistas en el que apoyó la resistencia de los palestinos al conflicto israelí-palestino, mientras "las Fuerzas de Defensa de Israel, fuertemente entrenadas y armadas, del gobierno israelí continúan su marcha de muerte y destrucción". Describió las acciones del gobierno israelí como una "clásica guerra militar de conquista". Afirmó: "El pueblo palestino también resistirá, sobrevivirá, seguirá luchando y seguirá contando con la solidaridad de las bases para su causa".

### Años 2010

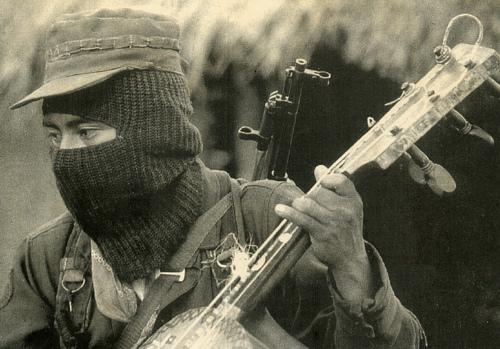
Insurgente

##### 2012
El 21 de diciembre del 2012, decenas de miles de bases de apoyo del EZLN marcharon en silencio por cinco ciudades del estado de Chiapas: Ocosingo, Las Margaritas, Palenque, Altamirano y San Cristóbal. Esta movilización, que incluyó la participación de alrededor de 40.000 zapatistas, siendo la más grande desde 1994. De esta cifra, La Jornada estimó que la mitad habría marchado por las calles de San Cristóbal de las Casas, 7.000 en Las Margaritas y 8.000 en Palenque; por su parte, El País calculó que San Cristóbal habría visto la concentración de unos 10.000 participantes.
Horas después de la marcha se difundió un comunicado del CCRI-CG en forma de poema, firmado por el Subcomandante Marcos, en el portal Enlace Zapatista:

21 de diciembre del 2012

A quien corresponda:
 
¿Escucharon? 

Es el sonido de su mundo derrumbándose. 

Es el del nuestro resurgiendo.

El día que fue el día era noche. 

Y noche será el día que será el día.

¡DEMOCRACIA!

¡LIBERTAD!

¡JUSTICIA!
Desde las montañas del sureste, por el CCRI-CG-EZLN, SCI Marcos

Esta movilización, que contó con la participación de alrededor de 40 000 zapatistas, fue la más numerosa desde el levantamiento de 1994. De esta cifra, La Jornada estimó que la mitad habrían marchado por las calles de San Cristóbal de las Casas, 7000 en Las Margaritas y 8000 en Palenque; por su parte, El País calculó que San Cristóbal habría concentrado unos 10 000 participantes.
Más allá del número de personas, el silencio con que marcharon y la falta de un discurso de apertura o cierre fueron los elementos que marcaron esta acción. El poeta y periodista Hermann Bellinghausen, especialista en la cobertura del movimiento, terminaba su crónica de esta manera:

Hábiles para «aparecer» de pronto, los indígenas rebeldes «desaparecieron» tan pulcra y silenciosamente como habían llegado en la madrugada a esta ciudad que, a dos décadas de la traumática irrupción aquí del EZLN el año nuevo de 1994, los recibió con azoro y curiosidad, sin ninguna expresión de rechazo. Bajo los arcos de la alcaldía, que hoy suspendió sus actividades, decenas de ocosinguenses se congregaron para fotografiar con celulares y cámaras la espectacular concentración de encapuchados que colmó el parque como en un juego de Tetris, avanzando entre las jardineras con un orden que parecía coreografía, para subir a la tarima instalada con rapidez desde temprano, levantar el puño y decir, calladamente, aquí estamos. Una vez más.

Los zapatistas invitaron al mundo a una fiesta de tres días para celebrar diez años de autonomía zapatista en agosto de 2013 en los cinco caracoles de Chiapas. Esperaban la asistencia de 1500 activistas internacionales al evento, llamado la Escuelita de la Libertad.

##### 2015
En junio de 2015, el EZLN denunció que hubo agresión a indígenas en El Rosario (Chiapas). El reporte, firmado por el Subcomandante Moisés, indicó que la agresión ocurrió ese mismo mes y año. Aparte, hubo una denuncia por parte de la Organización de la Sociedad Civil Las Abejas que expresó que un indígena tsotsil fue asesinado el 23 de junio del 2015. El mes anterior fue asesinado (19 de mayo) fue asesinado el maestro y promotor educativo indígena José Luis Solís López alias "Maestro Galeano", por paramilitares de la Central Independiente de Obreros Agrícolas y Campesinos Histórica.

##### 2016
En 2016, en el Congreso Nacional Indígena, el EZLN acordó seleccionar un candidato para representarlos en las elecciones generales mexicanas de 2018. Esta decisión rompió la tradición de dos décadas de los zapatistas de rechazar la política electoral mexicana. En mayo de 2017, María de Jesús Patricio Martínez, mujer de ascendencia mexicana y nahua, pero no logró reunir las 866,000 firmas necesarias para aparecer en la boleta electoral.

##### 2019
A finales de agosto de 2019, el Subcomandante Insurgente Galeano anunció la expansión del EZLN a 11 distritos más. En respuesta, el presidente Andrés Manuel López Obrador afirmó que esta expansión era bienvenida, siempre que se hiciera sin violencia. Desde el inicio de la presidencia de Andrés Manuel López Obrador, el EZLN mantuvo una postura crítica al gobierno y a la llamada "Cuarta transformación", llamándola una continuación del proyecto neoliberal en México, mencionando que independientemente del cambio de administración, la sociedad y las víctimas de la violencia seguirán sin un cambio significativo

### Años 2020
El EZLN ha hecho de la oposición a megaproyectos de infraestructura en la región una de sus principales prioridades. En 2020, anunció el "Viaje por la Vida" y en 2021, los zapatistas visitaron varios grupos activistas en Europa.

##### 2021
En septiembre del 2021, el Subcomandante Insurgente Galeano, a nombre del CCRI-CG del EZLN, denunció que el 11 de septiembre de ese año, en la mañana, miembros de la ORCAO, organización paramilitar al servicio del gobierno del estado de Chiapas, secuestraron a dos autoridades autónomas de la Junta de Buen Gobierno de Patria Nueva, Chiapas, y los liberaron el día 19, gracias a la intervención de los párrocos de San Cristóbal de las Casas y de Oxchuc, pertenecientes a la diócesis de San Cristóbal. Advirtieron que Chiapas se encuentra al borde de una guerra civil.

##### 2023
En noviembre de 2023, el EZLN anunció la disolución de los Municipios Autónomos Rebeldes Zapatistas debido a la creciente violencia en la región. Más tarde ese mes, anunciaron la reorganización del MAREZ en miles de "Gobiernos Autónomos Locales" (GAL) que forman "Colectivos de Gobiernos Autónomos Zapatistas" (CGAZ) a nivel de área y "Asambleas de Colectivos de Gobiernos Autónomos Zapatistas" (ACGAZ) a nivel de zona.

##### 2025
En junio de 2025, el EZLN declaró: «El Congreso Nacional Indígena y el Ejército Zapatista de Liberación Nacional condenan la violencia policíaca con la que fueron detenidos y torturados nuestros hermanos Ñhöñhö Estela Hernández, Sergio Chávez, Jesús Torres, Leonardo García y Martín Álvarez, junto con dos personas más cuyas identidades no hemos podido establecer. Sus cuerpos fueron el centro del odio y el racismo que caracterizan al gobierno de Mauricio Kuri en Querétaro, así como el despojo y la destrucción que emanan del Estado mexicano y sus instituciones se centran en nuestra Madre Tierra y entre los pueblos indígenas». El 4 de agosto del mismo año durante el Encuentro de Resistencias y Rebeldías “Algunas Partes del Todo”, realizado en el Caracol IV de Morelia, en el municipio de Altamirano, el EZLN condenó el actual genocidio en Gaza, llamando a la solidaridad internacional. llamando la actual campaña una "agresión sistemática contra el pueblo palestino", representando una expresión extrema de la destrucción que el sistema capitalista ocasiona en otras partes del mundo.

## Partes en conflicto

### El EZLN

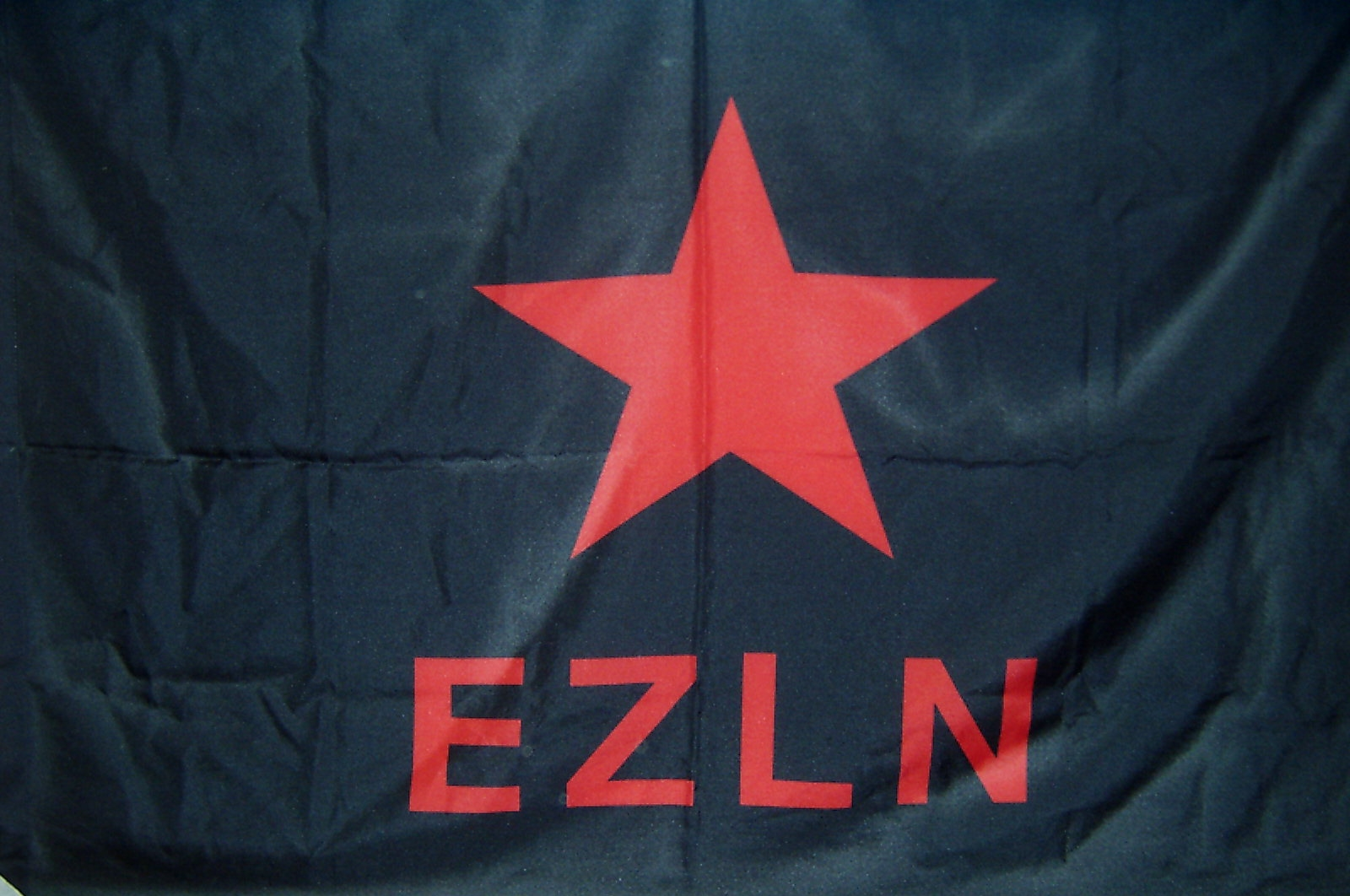
Bandera del EZLN

El EZLN utilizó la sorpresa para atacar en la mañana del año nuevo de 1994 a las fuerzas del orden gubernamentales. Los alzados utilizaron armamento y estrategias militares proporcionados por sus militantes extranjeros,[cita requerida] por lo que no dudaron en utilizar las comunidades indígenas para ocultarse, reposicionarse y organizar la ofensiva en otros frentes. Además, el EZLN había estrenado una nueva forma de lucha, la guerra en red, una especie de respuesta a la guerra psicológica que desarrolla la llamada Guerra de Baja Intensidad (GBI), que vino a eufemizar las operaciones de contrainsurgencia de las décadas de los setenta y ochenta, cuya meta era otorgar a las comunidades indígenas la posibilidad de defenderse de los grupos subversivos armados que, a falta de trabajo, sobreviven a costa de las aportaciones voluntarias o, cuando no, del saqueo a los indígenas. Para luchar contra esto, el EZLN, con la guerra en red busca convencer a las comunidades indígenas para que les ayuden a luchar por cambiar los sistemas de explotación nacionales, al tiempo que “apuntan a afectar lo que su antagonista sabe o piensa que sabe no nada más sobre quien lo desafía, sino también sobre él y el mundo que le rodea”.
Cámaras fotográficas, grabadoras de audio y video, equipos de radiocomunicación electrónica y celular y, por supuesto, computadoras u ordenadores se convirtieron entonces en los principales conductos por los que se transmitieron la palabra y el silencio zapatistas. Así, "los insurgentes se pusieron al frente de las operaciones de información", lo que provocó que "descentralizaran su organización aún más y desenfatizaran las operaciones de combate para lograr vínculos más firmes con las organizaciones no gubernamentales de la sociedad civil global, cuyo enfoque es más informativo que económico, político o militar". De esta forma, se pretendía ocultar sus ataques violentos para utilizar a la opinión pública nacional e internacional de una forma global para convertirse, después de ser una revuelta popular prolongada tipo maoísta, en la primera demostración mundial de la guerra en red.

### Fuerzas armadas de México
Las Fuerzas Armadas de México actuaron según las estrategias de contrainsurgencia, propias de la década de los años 70. Por ello, se vieron en la necesidad de modernizarse, decisión que los insurgentes y las organizaciones sociales que simpatizaban con su lucha identificaron como una escalada a la militarización. Este proceso incluyó una extensa reorganización del ejército, incluyendo su participación directa en la seguridad interna, un aumento significativo en el presupuesto y la ayuda directa de El Pentágono.[cita requerida]
En palabras de José Luis Piñeyro, especialista en temas castrenses de la Universidad Autónoma Metropolitana, "La estrategia del gobierno fue la de establecer un cerco, no clásico, de aniquilamiento a la subversión, sino un cerco de aniquilamiento por aislamiento, y fue lo que se ensayó con mayor éxito y eficacia, para evitar que el movimiento guerrillero se extendiera fuera de territorio chiapaneco." El gobierno federal desarrolló diversas tácticas de cerco, como la introducción de vías de comunicación, carreteras para el ingreso de las tropas y para dividir a las comunidades zapatistas con políticas de combate a la pobreza; el control militar de la entrada y salida de personas en las zonas zapatistas, el paramilitarismo, así como el bloqueo parcial del apoyo extranjero al EZLN a través de las organizaciones no gubernamentales de España e Italia.

## Consecuencias del levantamiento armado
Hubo una cantidad indeterminada de desplazados de la zona en conflicto que huían tanto de los efectivos gubernamentales como de los paramilitares o de los zapatistas.[cita requerida]
En Chiapas, se expulsó por lo menos a 64 ciudadanos extranjeros, provenientes de Italia, Suiza, España, Noruega, Francia, Estados Unidos y Canadá, entre otros países, en aplicación del artículo 33 de la Constitución mexicana, por ejercer actividades para las que no se había autorizado su entrada en México. Así, el vocero en turno de la Comisión de Concordia y Pacificación, Oscar López Velarde, comentó que "la expulsión de los extranjeros fue porque pretendieron ejercer acción de autoridad, pasando por encima de las leyes mexicanas".
El coste económico es difícil de cuantificar. El Gobierno federal destinó 28 000 millones de pesos mexicanos para apoyar a los gobiernos de los municipios ubicados en la zona del conflicto.[cita requerida]
A los ataques militares del EZLN se sucedieron una serie de respuestas por parte de efectivos militares gubernamentales y de civiles armados y agrupados en fuerzas de autodefensa (paramilitares) con diverso grado de apoyo por parte de efectivos gubernamentales. Los alzados en armas denunciaron las siguientes operaciones en su contra:

### Acteal
El 22 de diciembre de 1997, mientras el Gobierno federal y el EZLN continuaban sentados en la Mesa de Democracia y Justicia (segunda de los diálogos de San Andrés), en una incursión paramilitar en la zona zapatista, atacaron a indígenas tsotsiles de la organización Las Abejas, que se encontraban en el interior de una capilla rezando. El resultado fue 45 muertos. En julio de 1998, los 20 involucrados fueron condenados por la justicia mexicana a 35 años de prisión.[cita requerida]

### Atenco
Fueron una serie de enfrentamientos violentos en la ciudad de San Salvador Atenco entre la Policía Federal Preventiva de México y militantes del Frente de Pueblos en Defensa de la Tierra y otros adherentes a "La Otra Campaña" del EZLN, acaecidos durante los días 3 y 4 de mayo del 2006.[cita requerida]
Incidentes entre comerciantes informales (floristas), militantes zapatistas y autoridades locales, apoyados por sus militantes, provocaron una grave alteración del orden público que motivó la intervención de la Policía Federal Preventiva, que instaló un cerco policíaco-militar a la población. La intervención de las fuerzas del orden logró detener a 290 personas. También, se registraron dos muertos y varias acusaciones de violación por elementos de las fuerzas del orden.
A consecuencia de esos hechos, el líder del Frente de Pueblos en Defensa de la Tierra en Atenco, Ignacio del Valle Medina, fue conducido a prisión, acusado del delito de secuestro equiparado. Un año después, sería sentenciado, junto a otros dos cómplices, a 67 años y medio de prisión. Otras diez personas acusadas por el delito de secuestro equiparado fueron sentenciadas a 31 años, 11 meses y 15 días de cárcel en el Penal de Molino de Flores Texcoco.[cita requerida]
Por otra parte, 21 policías fueron acusados formalmente, de los cuales 15 fueron expulsados de la fuerza policial y 6 más siguieron bajo investigación. El 23 de septiembre de 2008, un tribunal superior requirió que fuese despedido el policía Doroteo Blas Marcelo, y le ordenó que pagara daños y perjuicios a una de las víctimas; los otros cinco policías fueron acusados de abuso de autoridad y fueron sometidos a juicio penal.

### Acusaciones al EZLN

#### Niños soldados de entre 6 y 15 años en la guerrilla
La organización Human Rights Watch (HRW) denunció que los movimientos guerrilleros de México atentan contra los derechos y la salud mental y física de menores de edad, al reclutarlos para cumplir actividades militares. Si bien el ejército mexicano tiene establecida una edad de reclutamiento de 16 años, en abril de 1994, periodistas de medios mexicanos e internacionales fueron invitados por la guerrilla a una zona de selva donde se celebró un desfile de niños guerrilleros de entre 6 y 15 años. El mando del EZLN envió una carta a varios periodistas para invitarlos a que evitaran mencionar a los niños guerrilleros.

#### Saqueos, robos y actos vandálicos
Se ha adjudicado, durante las ocupaciones de poblaciones, a algunos miembros del EZLN, diversos actos de vandalismo, como la quema de edificios públicos, la destrucción del Palacio Municipal y la destrucción de archivos, mobiliario y material de oficina de los organismos públicos. También se les culpa de haber producido el saqueo de algunos establecimientos comerciales, el robo a particulares de vehículos y de ganado. Se especulan estas acusaciones.

#### Vínculos con el terrorismo y relación con ETA
En el 2002, el Subcomandante Insurgente Marcos criticó a diversas personalidades políticas españolas y al juez Baltasar Garzón por ilegalizar la coalición radical vasca Batasuna por sus vínculos con la banda terrorista independentista vasca ETA. Unos días después, envió una nueva carta a ETA para aclarar su posición en relación con el terrorismo. En ella, se posiciona a favor de las razones de ETA para luchar y de la necesidad de hacerlo, pero radicalmente en contra de atentados contra civiles:

Consideramos justa y legítima la lucha del pueblo vasco por su soberanía, pero esa noble causa, ni ninguna, justifica que se sacrifique la vida de civiles. No sólo no produce ganancia política alguna, y aunque la produjera, el costo humano es impagable.
Subcomandante Insurgente Marcos. 7 de diciembre de 2002.

 y finalmente la instó a declarar una "tregua unilateral de 177 días" y a participar junto a ellos en un encuentro que se llamaría: "El País Vasco: caminos". Sin embargo, ETA rechazó cualquier diálogo, en carta dirigida al Subcomandante Marcos:

Tenemos serias dudas sobre la verdadera intención de la propuesta de diálogo en la isla canaria de Lanzarote que usted hizo. Nos parece más bien que se trata de una maniobra desesperada para atraer la atención internacional instrumentalizando para ello el eco de todo lo que tiene que ver con el conflicto vasco, especialmente en el Estado español.
ETA, 6 de enero de 2003

La respuesta de Subcomandante Marcos no fue menos agria, dado que manifestaba conocer a la vez que criticaba los métodos de ETA:

Nuestra lucha tiene un código de honor, heredado de nuestros antepasados guerreros, y contiene, entre otras cosas: el respetar la vida de los civiles (aunque ocupen cargos en los gobiernos que nos oprimen); el no recurrir al crimen para allegarnos de recursos (no robamos ni en la tienda de abarrotes); y el no responder con fuego a las palabras (por mucho que nos hieran o nos mientan).
Subcomandante Insurgente Marcos. 9 al 12 de enero del 2003

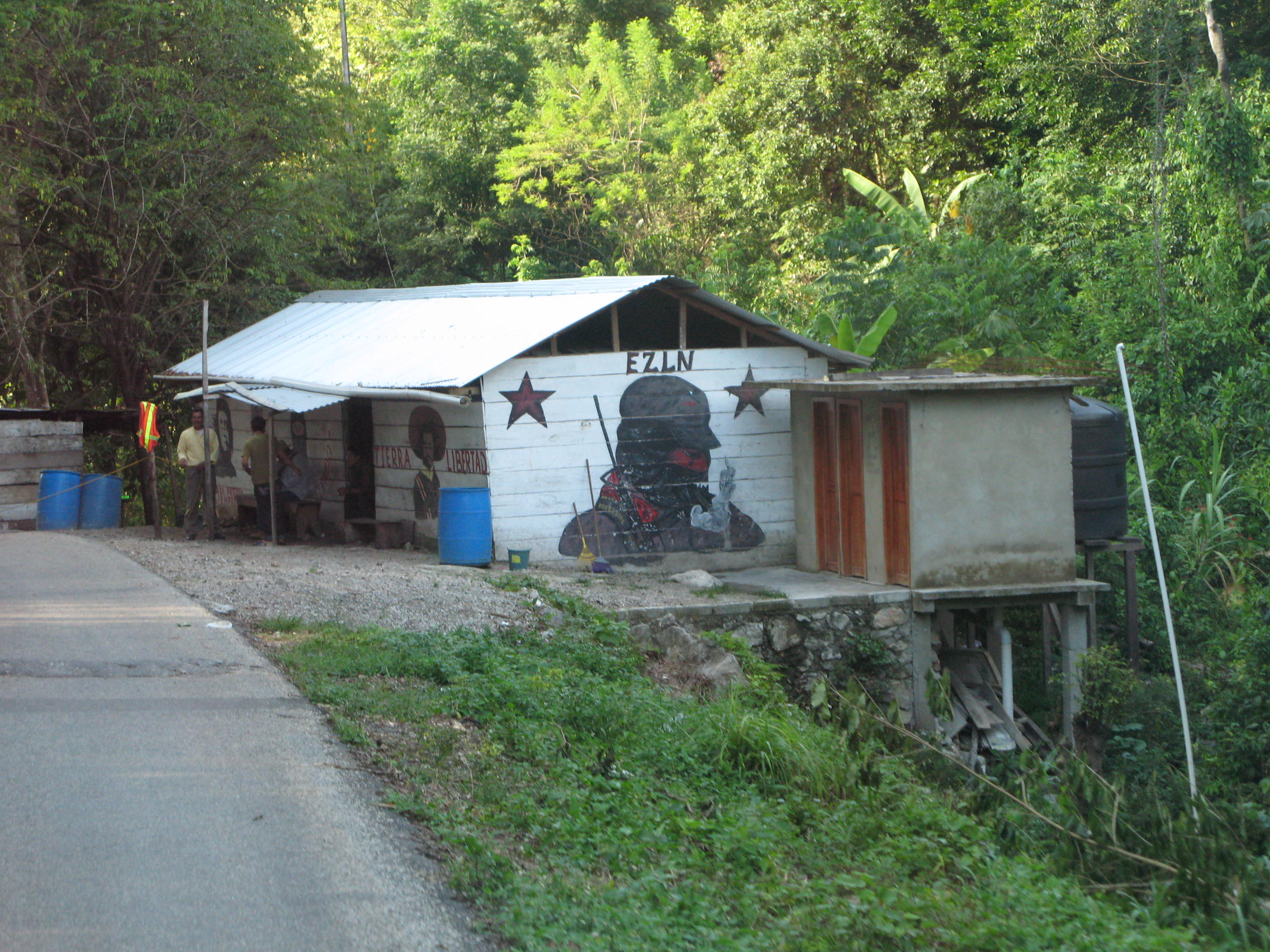
Punto zapatista rumbo a Palenque (2010)

En el 2010, un supuesto exguerrillero del EZLN reveló que en marzo, con motivo de la visita de extranjeros de Italia y País Vasco (España), se produjeron aportaciones financieras. Así, "el País Vasco", dice el documento incautado, "hace entrega de 150.000 euros a los Consejos Autónomos". "El desertor dijo que el EZLN tiene conexiones con etarras y recibe dinero de grupos europeos". La Junta de Buen Gobierno de La Garrucha se benefició de 750,000 y posteriormente de 350,000 euros, aunque en ningún momento se menciona a ETA. También facilitó diversas fotografías en donde se podrían ver a los extranjeros con miembros del EZLN, y tres en las que aparece un hombre "delgado y barbudo" al que se identificaba como Marcos sin capucha. Sin embargo, Leuccio Rizzo, un italiano integrante de una organización de apoyo a la comunidad indígena del estado de Chiapas (sureste), donde está establecido el EZLN, declaró ser él la persona que aparece en esas fotografías. Además anunció que interpondrá los “recursos legales que procedan por daños y perjuicios”, ya que la información aparecida le "causa perjuicio, dado que es falsa y calumniosa", a la vez que reclamaba una aclaración en carta dirigida al periódico que publicó las fotografías.
Senadores de los partidos Revolucionario Institucional (PRI), de la Revolución Democrática (PRD) y de Acción Nacional (PAN) pidieron indagar los nexos entre la organización armada independentista vasca ETA y el Ejército Zapatista de Liberación Nacional (EZLN) y, especialmente, investigar si hay financiamiento de ETA hacia el EZLN. El legislador Carlos Jiménez Macías, del PRI, se pronunció incluso porque las autoridades soliciten al gobierno español que verifiquen los supuestos nexos, al tratarse de "algo muy delicado".

## Ideología
El EZLN no proclamaron su adhesión a una ideología política específica más allá de la izquierda. La ideología del movimiento zapatista, el neozapatismo, sintetiza la tradición maya con elementos del socialismo libertario, el anarquismo, la teología católica de la liberación y el marxismo.
Algunos autores también establecen paralelismos entre el neozapatismo y el autonomismo, mientras que otros argumentan que se puede definir mejor como semi anarquista. La influencia histórica de los anarquistas mexicanos y de varios socialistas latinoamericanos es evidente en el neozapatismo. Las posturas del Subcomandante Marcos añaden un elemento marxista con el lema que armoniza con el concepto de ayuda mutua: «Para todos todo, para nosotros nada».
El EZLN se opone a la globalización económica, argumentando que afecta gravemente y de forma negativa la vida campesina de su base indígena y oprime a pueblos de todo el mundo. La firma del TLCAN también supuso la eliminación del Artículo 27, Sección VII, de la Constitución Mexicana, que garantizaba la reparación de tierras a los grupos indígenas de todo México mediante la tenencia colectiva de la tierra.

### Post colonialismo

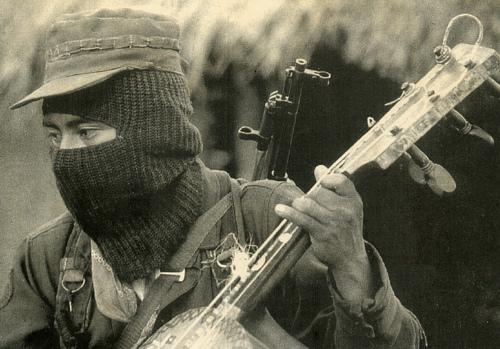
Miembro del Ejército Zapatista de Liberación Nacional, tocando un guitarrón

Los investigadores del poscolonialismo han argumentado que la respuesta de los zapatistas a la introducción del TLCAN en 1994 podría haber reflejado un cambio de percepción en las sociedades que han experimentado el colonialismo
Los zapatistas han utilizado organizaciones como el Consejo Económico y Social de las Naciones Unidas (ECOSOC) para crear conciencia sobre su rebelión y los derechos indígenas, y lo que reclaman es la falta de respeto del gobierno mexicano por las poblaciones empobrecidas y marginadas del país. Apelar al ECOSOC y a otros organismos no gubernamentales puede haber permitido a los zapatistas establecer un sentido de autonomía al redefinir sus identidades tanto como pueblos indígenas como ciudadanos de México.

### Religión
Uno de los principios más importantes de la ideología zapatista fue la teología de la liberación, siendo considerado el Obispo Samuel Ruiz García. El movimiento zapatista es en teoría secular y no tiene una religión oficial. Sin embargo, el movimiento zapatista general ha sido influenciado por la teología de la liberación y sus militantes, aunque el EZLN confirmo desde el principio que no tenía vínculos con ninguna autoridad religiosa católica o de algún otro credo.
El clero católico local fue un catalizador para la formación de neozapatistas en Chiapas, dada la sólida posición que la Iglesia disfrutaba dentro de las comunidades indígenas locales. Los catequistas indígenas que enseñaban teología de la liberación resultaron esenciales para organizar a la población local y dieron legitimidad a movimientos que hasta entonces se consideraban demasiado radicales. La actividad de los catequistas socialistas católicos en la región permitió a las Fuerzas de Liberación Nacional  incursionar en las aldeas locales y comenzar a cooperar con la asociación católica Slop (nombre en tzeltal que significa "raíz"), cuyo principal objetivo era organizar la resistencia indígena. La cooperación del FLN con activistas católicos locales dio origen al EZLN zapatista.
En las décadas previas al levantamiento de 1994, la Diócesis Católica Romana de San Cristóbal de Las Casas, bajo la dirección del obispo Samuel Ruiz García, desarrolló un grupo de catequistas indígenas.  En la práctica, estos catequistas cristianos liberacionistas promovieron la conciencia política, establecieron estructuras organizativas y contribuyeron a fomentar el sentimiento progresista entre las comunidades indígenas de Chiapas. La organización de estos catequistas y eventos como el Congreso Indígena de 1974 sentaron las bases ideológicas y, a menudo, organizativas, para que el EZLN uniera a muchas comunidades indígenas bajo la bandera de la liberación. Además, muchos de estos catequistas indígenas se unieron posteriormente y se organizaron dentro del EZLN.
Los antropólogos Duncan Earle y Jeanne Simonelli afirman que el catolicismo liberacionista difundido por los catequistas antes mencionados, que enfatizaba la ayuda a los pobres y la atención a las condiciones materiales, junto con las espirituales, atrajo a muchos católicos indígenas al Movimiento Zapatista. Más allá de los zapatistas, el florecimiento de la resistencia e identidad indígenas de finales del siglo XX dio lugar a un movimiento indígena más amplio basado en el cristianismo liberacionista indígena. Uno de esos grupos en el movimiento más amplio es Las Abejas, una organización cristiana ecuménica. Apoyada, pero no controlada por la Diócesis de San Cristóbal, Las Abejas se dedica a la no violencia, pero comparte simpatías y solidaridad con los objetivos de los zapatistas. Debido a sus vínculos con los zapatistas, 45 miembros de Las Abejas fueron asesinados en la Masacre de Acteal en diciembre de 1997.

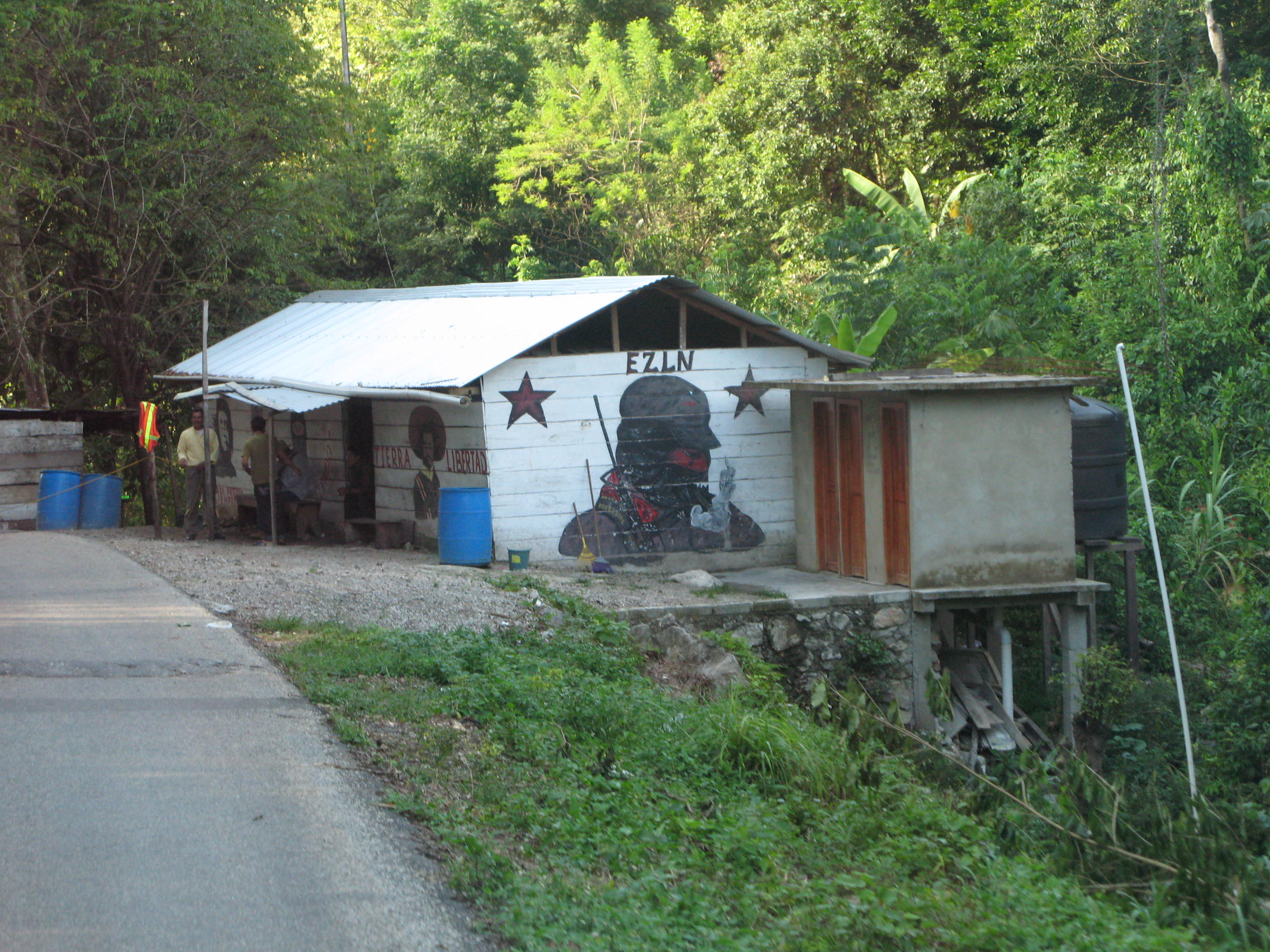
Retén zapatista en Palenque, Chiapas

Tras la rebelión del EZLN en 1994, la Iglesia Católica fue acusada de incitar la rebelión; esta acusación fue confirmada por los zapatistas, quienes atribuyeron a los catequistas locales la labor de persuadir a la población indígena a participar en el levantamiento.
Por lo tanto, el movimiento zapatista fue descrito como uno que combina el marxismo con la espiritualidad católica tradicional. 
Gracias a su compromiso con el catolicismo, el EZLN logró agrupar incluso a católicos conservadores en torno a su causa socialista.

## Medios de difusión
Inicialmente, los zapatistas se enfocaron en los medios de comunicación como un punto débil del gobierno federal mexicano y transformaron la guerra de Chiapas de una imposibilidad militar a una guerrilla informativa. De 1994 a 1996, los zapatistas disfrutaron de una cobertura informativa favorable de los medios nacionales e internacionales, en particular a través del subcomandante Marcos como su portavoz. Marcos y los zapatistas emitirían cientos de misivas, celebrarían encuentros masivos, concederían numerosas entrevistas, se reunirían con figuras públicas y literarias de alto perfil, entre ellas Oliver Stone, Naomi Klein, Gael García Bernal, Danielle Mitterrand, Régis Debray, John Berger, Eduardo Galeano, Gabriel García Márquez, José Saramago y Manuel Vázquez Montalbán, participarían en simposios y coloquios, pronunciarían discursos, recibirían visitas de miles de activistas nacionales e internacionales y participarían en dos marchas que recorrieron gran parte del país.

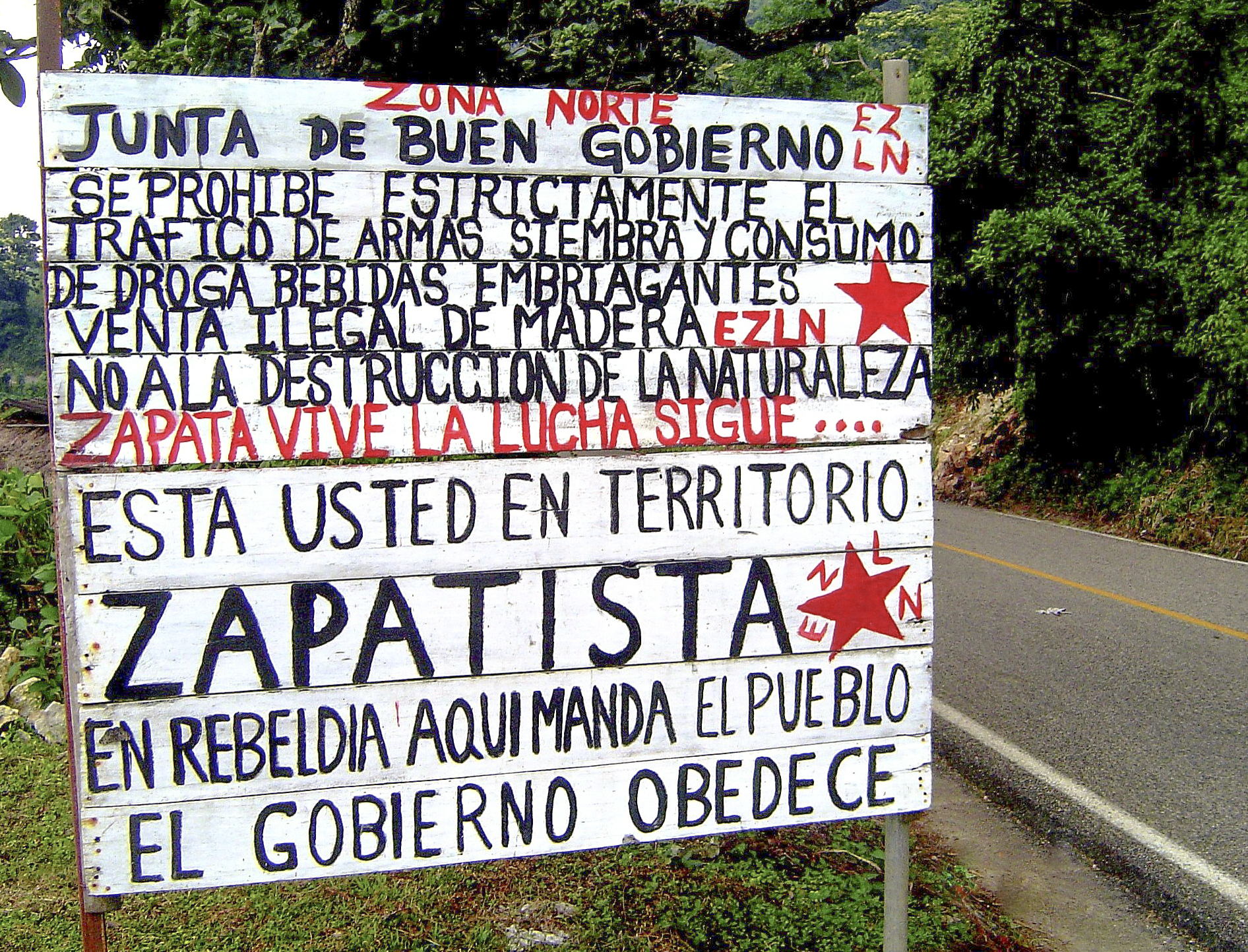
Señal de entrada al territorio autónomo zapatista

Medios de comunicación de Norteamérica y Sudamérica, así como de muchos países europeos y asiáticos, han brindado cobertura mediática al movimiento y a su portavoz. Los escritos del EZLN se han traducido a al menos 14 idiomas diferentes y, según el periodista Jorge Alonso Álvarez, para 2016 Marcos había recibido más de 10 000 citas. A medida que las comunicaciones externas del EZLN se disiparon después de 1994, su cobertura en los medios de comunicación general disminuyó de forma similar, en particular cuando el portavoz, el subcomandante Marcos, se volvió crítico con los medios en 1996 y 1997.
La estrategia de comunicación de los zapatistas evolucionó para incorporar técnicas mitopoéticas, combinando las tradiciones narrativas indígenas con mensajes políticos y realismo mágico. Este enfoque les permitió trascender las limitaciones de la prosa española estándar, que consideraban imbuida de sesgos coloniales y hegemónicos. Mediante el uso de la mitopoética (un estilo caracterizado por narrativas metafóricas, alegorías y simbolismo cultural), comunicaron eficazmente los principios filosóficos mesoamericanos, a la vez que ampliaron su atractivo tanto para el público local como para el internacional.

## Autonomía horizontal y liderazgo indígena
Las comunidades zapatistas construyen y mantienen sus propios sistemas de salud, educación y agroecología sostenible, promueven relaciones equitativas de género mediante la Ley Revolucionaria de las Mujeres y construyen solidaridad internacional mediante la divulgación y la comunicación política, además de su enfoque en construir "un mundo donde quepan muchos mundos". La lucha zapatista recuperó la atención internacional el 19 de mayo de 2014 con la muerte del maestro y promotor educativo indígena José Luis Solís López alias "Maestro Galeano" (nombre autoproclamado en honor al autor Eduardo Galeano), quien fue asesinado en un ataque a una escuela y un centro de salud zapatistas, liderado por paramilitares de la Central Independiente de Obreros Agrícolas y Campesinos Histórica, (CIOAC-H). En las semanas siguientes, miles de zapatistas y simpatizantes nacionales e internacionales se movilizaron y se congregaron para honrar a Galeano. En este evento, el portavoz no oficial de los zapatistas, el subcomandante Marcos, anunció su renuncia.

## Expresión política del EZLN
Además de las Declaraciones, el EZLN decidió crear una serie de comunidades que denominaría genéricamente de dos formas: Aguascalientes y Caracoles.

### Aguascalientes
Hacia 1994, en el marco de su llamado a la Convención Nacional Democrática, el EZLN se dio a la tarea de construir un espacio para facilitar el encuentro político y cultural con los sectores de la sociedad civil que según los zapatistas habían detenido la escalada de la guerra unos meses antes. A ese espacio le llamó Aguascalientes (Comunas ocupas, en Europa), en memoria del estado que abrigara a finales de 1914 a la Soberana Convención Revolucionaria donde se dieron cita, entre otras, las fuerzas más progresistas de la llamada revolución mexicana: los magonistas, los villistas y los zapatistas.
Será hasta finales de 1995 cuando el EZLN propondrá de nuevo a la sociedad civil la construcción de nuevos Aguascalientes, como símbolo de resistencia y rebeldía. Para 1996, los Aguascalientes I (La Realidad), Aguascalientes II (Oventic), Aguascalientes III (La Garrucha), Aguascalientes IV (Morelia) y Aguascalientes V (Roberto Barrios), serán las sedes de las iniciativas político-culturales del zapatismo de ese año: Foro Nacional Indígena, Encuentro Nacional de Comités Civiles para el Diálogo Nacional, Foro Especial para la Reforma del Estado, Primer Encuentro Americano contra el Neoliberalismo y por la Humanidad y Primer Intergaláctico. Estos centros culturales, que contaban con auditorios, clínicas de salud, letrinas, bañeras, bibliotecas, gradas y dormitorios, estaban siempre rodeados por campamentos y bases del Ejército federal.
Fuera de Chiapas, otros Aguascalientes serían inaugurados por diversas expresiones de la sociedad civil zapatista: CLETA, una organización cultural que entiende el quehacer dentro de las artes escénicas como una posición política necesariamente de izquierda, haría del espacio tomado a la UNAM en la Casa del Lago el primero de ellos; luego, el Frente Popular Francisco Villa (FPFV), en una unidad habitacional construida también sobre terrenos tomados, abriría el Aguascalientes El Molino, donde en septiembre de 1997 se hospedarían los 1.111 zapatistas que acudirían a la Ciudad de México para la fundación del FZLN.
En enero de 1996, el "gobernador" insurgente de Chiapas, Amado Avendaño Figueroa, inauguraría otro Aguascalientes en Tijuana, Baja California. En el corazón de Ciudad Universitaria, construido por estudiantes que en su mayoría participaron en la huelga de 1999-2000 en la UNAM, estaría el Aguascalientes Espejo de Agua, donde la comandancia zapatista daría un mensaje a jóvenes y estudiantes del país en el marco de la Marcha del Color de la Tierra, y lo mismo pasaría en Xochimilco, donde un colectivo de organizaciones indígenas fundarían otro Aguascalientes.
Más efímeros y hasta simbólicos serían el Aguascalientes en Cuernavaca, inaugurado por Genaro, uno de los delegados zapatistas que visitaron tierras morelenses en marzo de 1999 con motivo de la consulta de ese año, y el Aguascalientes del Ángel de la Independencia, en la Ciudad de México. Ambos funcionarían solo como espacios de información acerca de las declaraciones de la Selva Lacandona y los Acuerdos de San Andrés, así como mesas de votación; luego desaparecerían.

### Caracoles
Entre el 8 y 10 de agosto de 2003, en el hasta entonces Aguascalientes de Oventic, se celebraría la fiesta del nacimiento de los Caracoles y las Juntas de Buen Gobierno (JBG) neo-zapatistas, como culminación de una serie de cambios surgidos en el EZLN y los 27 Municipios Autónomos Rebeldes Zapatistas (MAREZ). La decisión surgiría luego de un largo ejercicio de análisis crítico y autocrítico sobre cómo habían funcionado hasta entonces los MAREZ y los Aguascalientes, los problemas que habían enfrentado y su relación con la sociedad civil mexicana e internacional, y supondría un avance importante en el proceso autonómico que el zapatismo abrazó para con las comunidades y pueblos indios del país, al recoger lo suscrito por el Gobierno federal y el EZLN en los Acuerdos de San Andrés; aunque éstos no hayan sido recogidos en la ley correspondiente sobre cultura y derechos indígenas aprobada en abril de 2001.
Los Caracoles reemplazaron así a los antiguos Aguascalientes, pero respetando en mayor o menor medida las zonas que comprendían (circa 4 y hasta 8 municipios por cada uno). Las Juntas de Buen Gobierno se dispusieron (y hasta hoy lo hacen) en lo que se llama centro del Caracol o Caracol a secas, en donde se encuentran también las oficinas de Vigilancia del Buen Gobierno, de Información, en algunos casos clínicas, en casos secundarias autónomas, etc.

### Intergaláctico 1
En julio de 1996, la Mayor Insurgente Ana María leería en el Aguascalientes 2, Oventic, el discurso de bienvenida al "I Encuentro Intercontinental por la Humanidad y contra el Neoliberalismo", el Primer Intergaláctico, a unas cuatro mil personas que desde diferentes latitudes del planeta acudieron a la cita que el EZLN hiciera a través de la Primera Declaración de La Realidad, desde el mes de enero; en torno a cinco mesas de trabajo:
1. ¿Qué política tenemos y qué política necesitamos?;
2. La cuestión económica: historias de horror;
3. Todas las culturas para todos. ¿Y los medios? De las pintas al ciberespacio;
4. ¿Qué sociedad que es no es civil?, y
5. En este mundo caben muchos mundos.[173]

En los trabajos participaron personalidades como: Danielle Mitterrand, Eduardo Galeano, Daniel Viglietti, Alain Touraine, Yvon Le Bot, Carlos Monsiváis, Adolfo Gilly, Octavio Rodríguez Araujo, Gisèle Halimi, Tessa Brisac, James Petras, Douglas Bravo, Pablo González Casanova, Luis Villoro, Ofelia Medina o León Gieco, y a su conclusión, el EZLN emitió la Segunda Declaración de La Realidad. En ella, los anfitriones propusieron tejer redes intercontinentales de resistencia contra el neoliberalismo y por la humanidad, sin estructura, sin mando central y sin jerarquía, y de comunicación alternativa contra el neoliberalismo y por la humanidad; llevar a cabo en sus pueblos, países y naciones la Consulta Intercontinental por la Humanidad y contra el Neoliberalismo, que incluía preguntar si suscribían la Segunda Declaración de La Realidad y, por último, realizar el Segundo Intergaláctico en el continente europeo, donde el EZLN participaría directamente.

### Intergaláctico 2
En marzo de 1997, durante el Encuentro Europeo por la Humanidad y contra el Neoliberalismo, celebrado en Praga, se llama a la realización del Segundo Intergaláctico, con sedes en Madrid, Cataluña, Ruesta (en Aragón), Almuñécar y El Indiano (en Andalucía), y se informará de una propuesta acerca de llevar a cabo un Tercer Intergaláctico en la Zona Libre controlada por la RASD del Sahara Occidental.
En un comunicado con fecha de julio de 1997, un año después del Primer Intergaláctico, el EZLN manifestaría que acudió al segundo encuentro: “a presentar la imagen del otro México, el México indígena, el México rebelde y digno que lucha por ocupar un lugar en la historia junto a todos y no sobre todos, el México que resiste y no se rinde, el México que construye un futuro que no niegue ni se avergüence de su pasado”.
Más de tres mil personas de 48 países asistieron al Segundo Intergaláctico, y llegaron, entre otras, a las conclusiones de formar una Red Mundial por la Humanidad y contra el Neoliberalismo, que luche contra la Organización Mundial del Comercio (OMC) y contra el Tratado de Maastricht. Tiempo después se crearía Acción Global de los Pueblos (AGP) en 71 países, teniendo entre sus luchas principales ir contra el Acuerdo Multilateral de Inversiones (AMI).

### Festival "La Digna Rabia"
En varios días de diciembre de 2008 y enero de 2009 se llevó a cabo el festival Digna Rabia en el lienzo charro de la Asociación los Charros Reyes de Iztapalapa, del Frente Popular Francisco Villa Independiente – UNOPII en la Ciudad de México del 26 al 29 de diciembre, en el Caracol de Oventic en Chiapas del 30 de diciembre al 1 de enero y en la Universidad de la Tierra- CIDECI en San Cristóbal de las Casas, Chiapas.

### Encuentros Internacionales de Rebeldías y Resistencias 2024-2025
El 10 de octubre de 2024, el EZLN, junto con las ACEGAZ (Asambleas de Colectivos de Gobiernos Autónomos Zapatistas) y las Comunidades Zapatistas, convocaron a los "Encuentros Internacionales de Rebeldías y Resistencias 2024-2025", bajo el tema: "La Tormenta y el Día Después". La convocatoria hacía un llamado a la realización de seis encuentros (sesiones), a celebrarse entre diciembre de 2024 y diciembre de 2025.

#### Primera sesión: diciembre de 2024 a enero de 2025
El primer encuentro (sesión) se llevó a cabo del 26 de diciembre de 2024 al 2 de enero de 2025 en Chiapas, México. Las sedes de esta primera sesión fueron la CIDECI-UniTierra, en San Cristóbal de las Casas, y el Caracol de Oventik.

## Legado

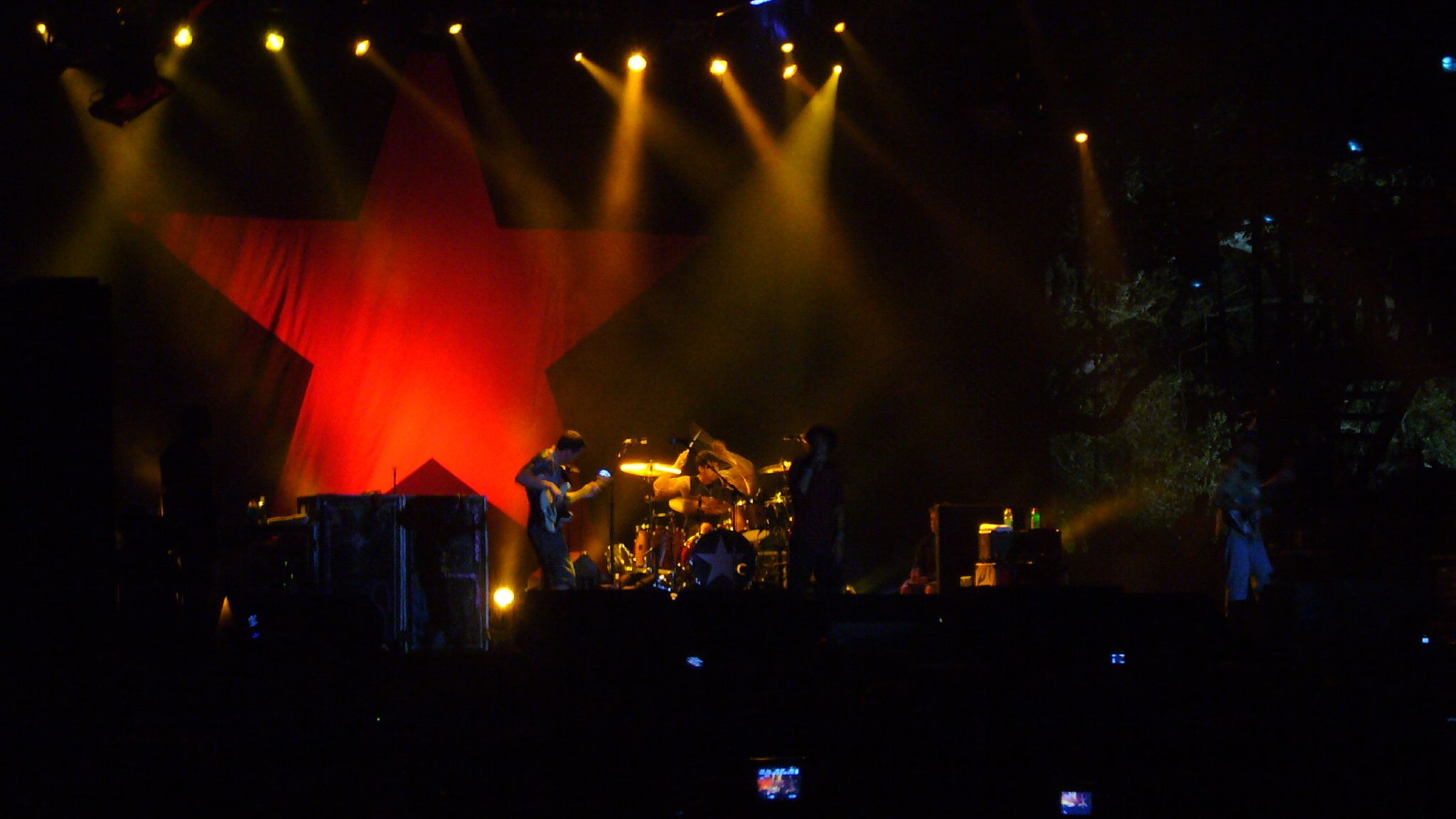
Concierto de Rage Against the Machine con la bandera zapatista de fondo

Los zapatistas continuaron controlando la región de Chiapas hasta finales de la década de 2010, con alrededor de 300,000 habitantes en 55 municipios. Estas comunidades pobres gestionan y organizan sus propios programas cívicos (educación, salud, gobierno, justicia) de forma autónoma, con escasa interferencia del gobierno mexicano.
El levantamiento de 1994 ha generado un mayor interés en la zona, también conocido como Zapaturismo. Las tiendas de San Cristóbal capitalizan la elegancia revolucionaria, vendiendo pasamontañas, música y camisetas de recuerdo. La imagen del subcomandante Marcos, su característico pasamontañas y pipa, se han apropiado ampliamente en la industria turística, similar al estatus icónico del Che Guevara. Los visitantes no pueden recorrer los pueblos, pero pueden intentar visitar los centros administrativos de los caracoles, con la aprobación de un comité de recepción. La fama de Marcos había disminuido a principios de la década de 2020.
Las bandas de rock estadounidenses han expresado su apoyo a los zapatistas. Rage Against the Machine lanzó tres canciones en apoyo al EZLN, incluyendo "People of the Sun" de 1996. La banda de metal extremo Brujería también es conocida por su apoyo a los zapatistas.
El EZLN invitó a sus simpatizantes a Chiapas para dos días de celebración en honor a su 30.º aniversario en 2023.

## Miembros Notables
- Subcomandante Elisa
- Comandanta Esther
- Comandanta Ramona
- Subcomandante Marcos